# Tour Saint-Rieul
La tour Saint-Rieul est une ancienne église catholique située à Louvres, en France. C'était la deuxième église de Louvres en plus de l'église voisine Saint-Justin. L'on ignore pourquoi un bourg modeste comme Louvres avait deux églises ; dans le pays de France, seul Gonesse était dans le même cas. L'église Saint-Rieul a été désaffectée au culte à la Révolution française, et sa nef et son unique bas-côté ont été démolis en 1801. Subsistent un clocher et un chœur roman de la première moitié du XIIe siècle, ainsi qu'au sud, deux travées du XVIIe siècle sans grand caractère. Cet ensemble a servi de prison de 1796 jusqu'au début de la Troisième République. Depuis la fermeture de la prison, la tour est devenue le clocher de l'église Saint-Justin, qui en a toujours été dépourvue. En même temps que l'église voisine, la tour Saint-Rieul a été classée monument historique par arrêté du 27 juin 1914. Entre 1979 et 2008, le rez-de-chaussée a abrité le Musée intercommunal d'archéologie et d'histoire, transféré ensuite dans un nouveau bâtiment et devenu le musée Archéa.

## Localisation
La tour Saint-Rieul est située dans le département français du Val-d'Oise, en pays de France sur la commune de Louvres, au centre ancien du bourg, à l'angle des rues Saint-Justin et des Deux-Églises. L'élévation occidentale empiétait légèrement sur la rue Saint-Justin, qui délimitait anciennement la façade quand l'église était encore complète. L'élévation septentrionale donne sur la rue des Deux-Églises, où l'église Saint-Justin lui fait face. Le chevet et l'élévation méridionale ne sont que partiellement visibles depuis la voie publique.

## Historique

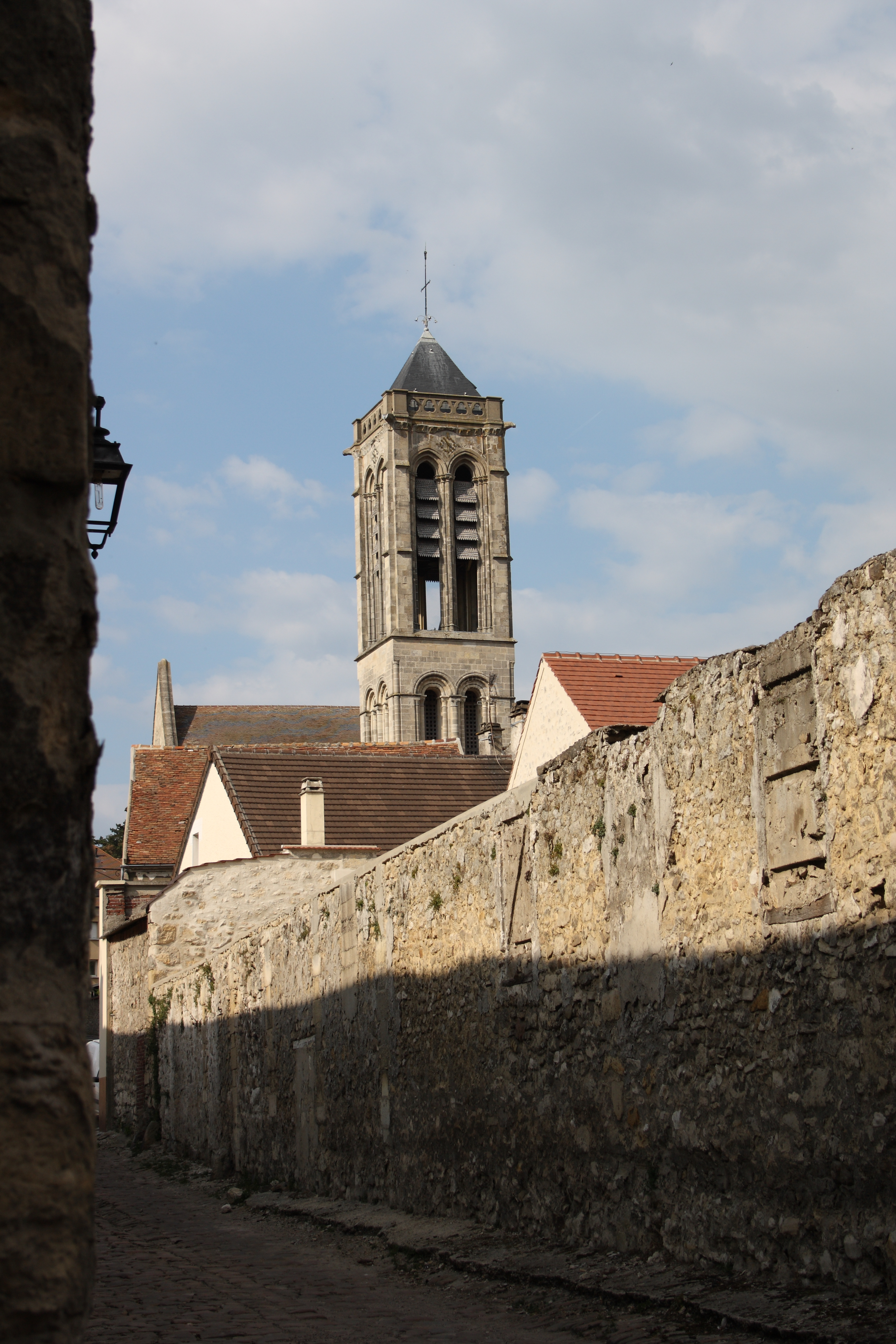
Vue sur la tour depuis la rue du Milton, au sud.

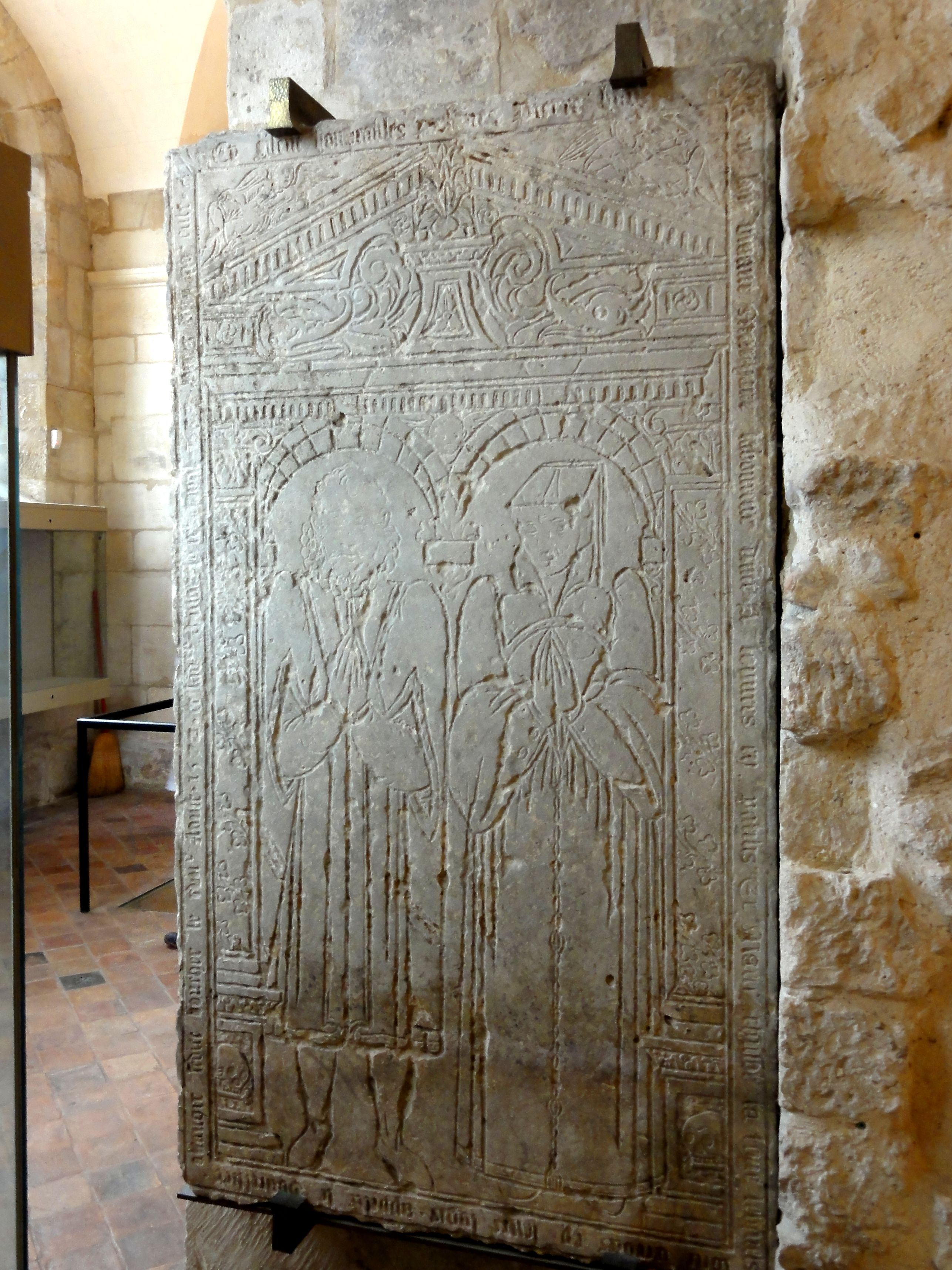
Dalle funéraire d'un laboureur et de sa femme, exposée dans la tour, date 1573.

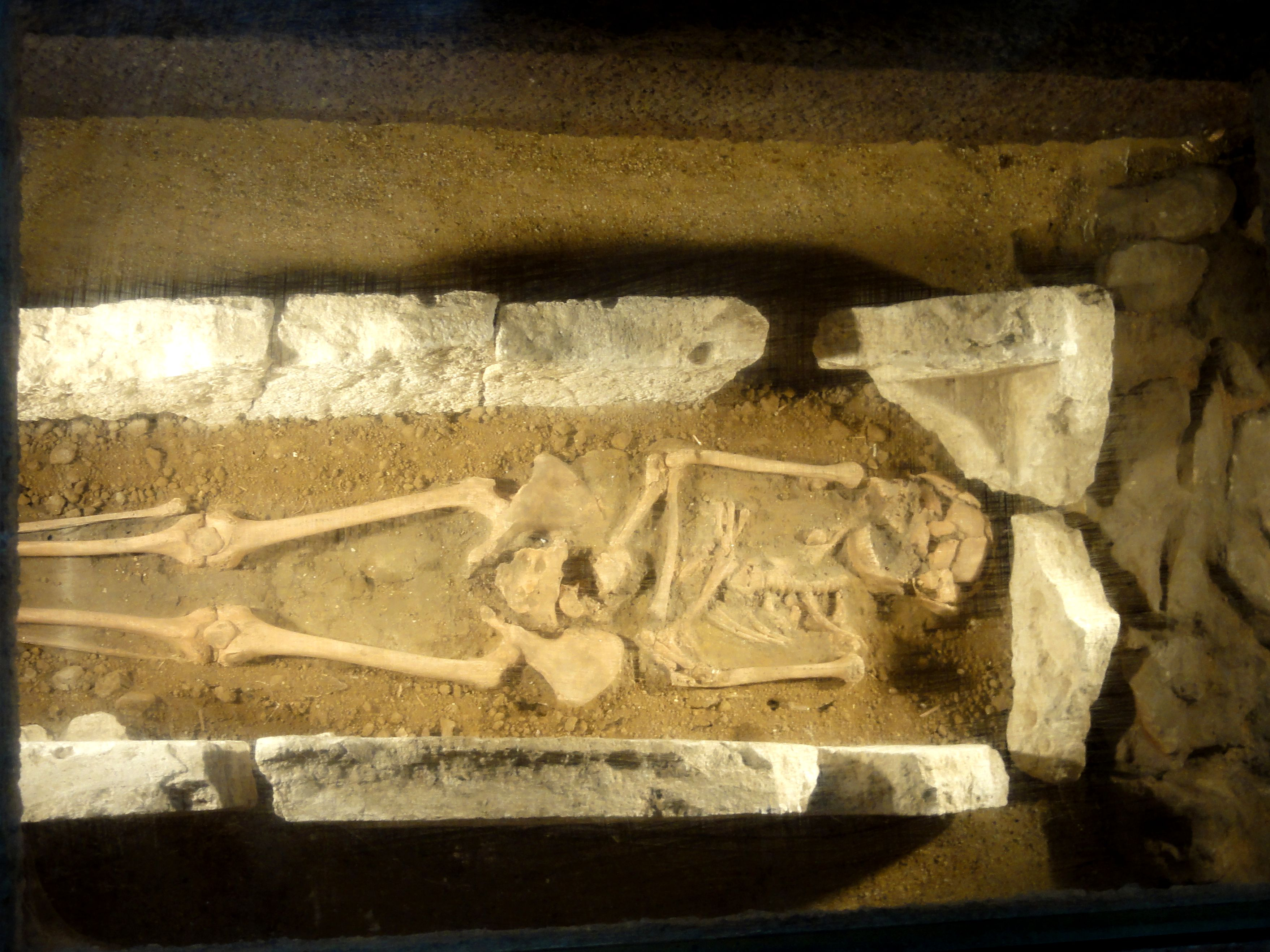
Sépulture dans le faux croisillon sud.

La tour Saint-Rieul au sud de l'église Saint-Justin constitue un important vestige de la deuxième église de Louvres. Construite en deux étapes pendant la première moitié du XIIe siècle, elle comprenait un clocher et un chœur de style roman, ainsi que deux travées gothiques ajoutées au sud, qui avaient été rebâties dans le style style classique au XVIIe siècle. L'église était placée sous la double invocation de saint Rieul de Senlis et de la Vierge Marie. La coexistence de deux églises se côtoyant dans un petit bourg rural tel que Louvres soulève des interrogations. Dans tout le pays de France, seulement Gonesse et Saint-Denis avaient possédé deux ou plusieurs églises paroissiales. Luzarches et Montmorency avaient une église paroissiale et une église collégiale, où des chanoines priaient pour le salut des âmes des membres de la famille seigneuriale. Comme explication de la particularité à Louvres, certains auteurs évoquent le partage du bourg entre deux seigneurs, ce qui par contre n'a rien d'exceptionnel et n'a habituellement pas d'incidence sur le nombre d'églises. Charles Huet n'exclut pas que la fondation des deux églises remonte aux deux saints auxquels elles sont consacrées, Rieul de Senlis et Justin, martyrisé à Louvres au IVe siècle. Les liens des deux saints avec Louvres auraient donc été aussi forts que la population aurait construit une église pour chacun parmi eux. L'abbé Lebeuf n'est pas persuadé de l'authenticité de la légende selon laquelle il y aurait fait tomber une idole de Mercure en prononçant le nom de Notre Seigneur, et situe l'événement à Montmélian car il y a question d'une montagne,,.
Or, rien ne prouve l'existence de l'église Saint-Justin avant le XIIe siècle, et Rieul a seulement été de passage à Louvres, pour faire de la prédication, avant qu'il ne devienne le premier évêque de Senlis. Au moins l'église Saint-Rieul remonte effectivement à l'évangélisation de la région. Dès cette époque, une vaste nécropole s'était formée autour de l'actuelle église, qui n'était pas qu'un simple cimetière de village : des fouilles ont mis au jour les sépultures de plusieurs personnages de haut rang aristocratique, contemporains et sans doute très proches du roi Clovis Ier. Le riche mobilier des fouilles est en partie exposé au musée Archéa. L'abbé Lebeuf mentionne la donation d'une terre à Louvres par sainte Fare, au VIIe siècle ; elle tenait cette terre de son père Hagnéric, proche du roi Thibert II. La nécropole a pris une expansion considérable à l'époque mérovingienne, et en tant que cimetière paroissial, a continué d'être utilisée jusqu'au XIXe siècle. L'on a donc tendance d'accorder à l'église Saint-Rieul une vocation de chapelle cimétériale, ce qui peut également expliquer ses dimensions modestes. Cette explication ne résout toutefois pas toutes les questions qui se soulèvent, car l'on ne connaît pas d'autres cas de cohabitation entre église paroissiale et chapelle cimétériale dans le nord de l'Île-de-France. Plusieurs constats faits par l'abbé Lebeuf sont compatibles avec la chapelle cimétériale : aucun  pouillé du diocèse de Paris ne mentionne deux cures à Louvres, et les chartes et bulles qu'il a consultées (dont les plus anciennes de la fin du XIe siècle) ne permettent pas de conclure à l'existence de deux églises. Il en résulte que l'église Saint-Rieul n'était pas paroissiale au Moyen Âge : les églises priorales, par exemple, ne sont pas non plus mentionnées dans les pouillés. La tradition orale locale affirmant l'antiquité de l'église Saint-Rieul, Lebeuf estime que c'était l'église paroissiale primitive, dédiée initialement à saint Justin, et que l'actuelle église Saint-Justin aurait été construite quand l'église Saint-Rieul était devenu trop petite. Ceci explique aussi l'absence de clocher sur l'église Saint-Justin. Mais l'abbé Lebeuf est conscient du fait que les façades des églises Saint-Justin et Saint-Rieul datent bien de la même époque, et il n'explique pas pourquoi l'église Saint-Rieul a été reconstruite après sa désaffectation comme église paroissiale. Il ne qualifie pas l'église Saint-Rieul comme désaffectée. Elle reste donc affectée au culte, mais il n'y a aucune mention relative à un deuxième curé ou une deuxième paroisse,,.
De différents sondages archéologiques ont permis de mettre au jour les fondations de trois chapelles édifiées successivement à l'emplacement de l'église romane actuelle. Leurs contours sont matérialisés dans le sol, et l'on peut s'étonner de leurs très petites dimensions, sachant que l'édifice actuel est lui-même très exigu. Le premier sanctuaire dépassait à peine la base du clocher ; il a été daté de la limite IIIe / IVe siècle et se terminait par un chevet plat, marqué en bleu. Le deuxième sanctuaire est carolingien ; il remonte au IXe siècle et est marqué en jaune. Finalement, les contours d'une chapelle pré-romane du Xe siècle (ou chapelle romane de la fin du XIe siècle si c'est de celle-ci que proviennent les chapiteaux et bases des arcatures aveugles) sont marqués en vert. L'église romane du second quart du XIIe siècle, dont une partie subsiste à ce jour, ne se composait que d'une nef sans bas-côtés, d'un clocher central et d'une petite abside au chevet plat, ces deux derniers éléments entrant justement dans la composition de l'actuelle tour Saint-Rieul. La nef allait jusque dans la rue Saint-Justin et occupait essentiellement l'emplacement de l'actuel parvis. Le dernier étage du clocher est gothique, et a été ajouté au XIIIe siècle. Les murs au sud de la base du clocher et du chœur ont été percés d'arcades pour les faire communiquer avec un un collatéral, dont les contreforts gothiques sont toujours visibles au sud. Ces deux travées ont été largement reprises au XVIIe siècle dans le style classique, sans doute dans le contexte de la construction du bas-côté au sud de la nef romane,.
À la suite de la désaffectation de l'église sous la Révolution française, la nef est utilisée pendant quelques années comme fonderie de cloches. Puis l'édifice est transformé en prison en 1796. Deux cachots sont implantés au rez-de-chaussée, dans la base du clocher et le chœur, et deux salles pour les coupables de délits moins graves sont aménagées aux étages. La nef sert apparemment de cour de promenade. En raison de leur mauvais état et dans la perspective de récupérer les matériaux, la nef et le bas-côté sont abattus en 1801. On conserve seulement les murs à neuf pieds de hauteur pour servir de murs de clôture. La chapelle latérale sud est transformée en remise de la pompe à incendie, tandis que le chœur de l'église devient l'asyle de nuit pour les mendiants de passage, et la base du clocher accueille la salle de répétition de l'harmonie municipale. Ceci entraîne le percement d'une porte du côté nord. Le comble du logement du sonneur de cloches, à l'est du clocher, conserve la vocation de prison. Celle-ci fait même l'objet de travaux de réparation à plusieurs reprises, et sert encore jusqu'en 1872. Un célèbre prisonnier est Eugène-François Vidocq en 1805. Le logement à l'étage bénéficie de travaux en 1850 et 1866,. Une première restauration conservatoire des vestiges de l'église est entreprise en 1894/95. Les deux églises sont classées au titre des monuments historiques par arrêté du 27 juin 1914. Entre 1979 et 2008, la tour Saint-Rieul a abrité le Musée intercommunal d'archéologie et d'histoire, transféré ensuite dans un nouveau bâtiment et devenu le musée Archéa. La tour demeure propriété municipale. Sa vocation de clocher a été réaffirmée par l'installation de deux nouvelles cloches en 2000, fondues par les établissements Bollée d'Orléans et sonnant en Mi et Sol. Elles s'ajoutent à l'unique cloche que la Révolution avait laissé en place, qui pèse 1 800 kg et sonne en Do. L'ancien musée reste quant à lui sans affectation et ne contient plus que de vitrines vides.

## Description

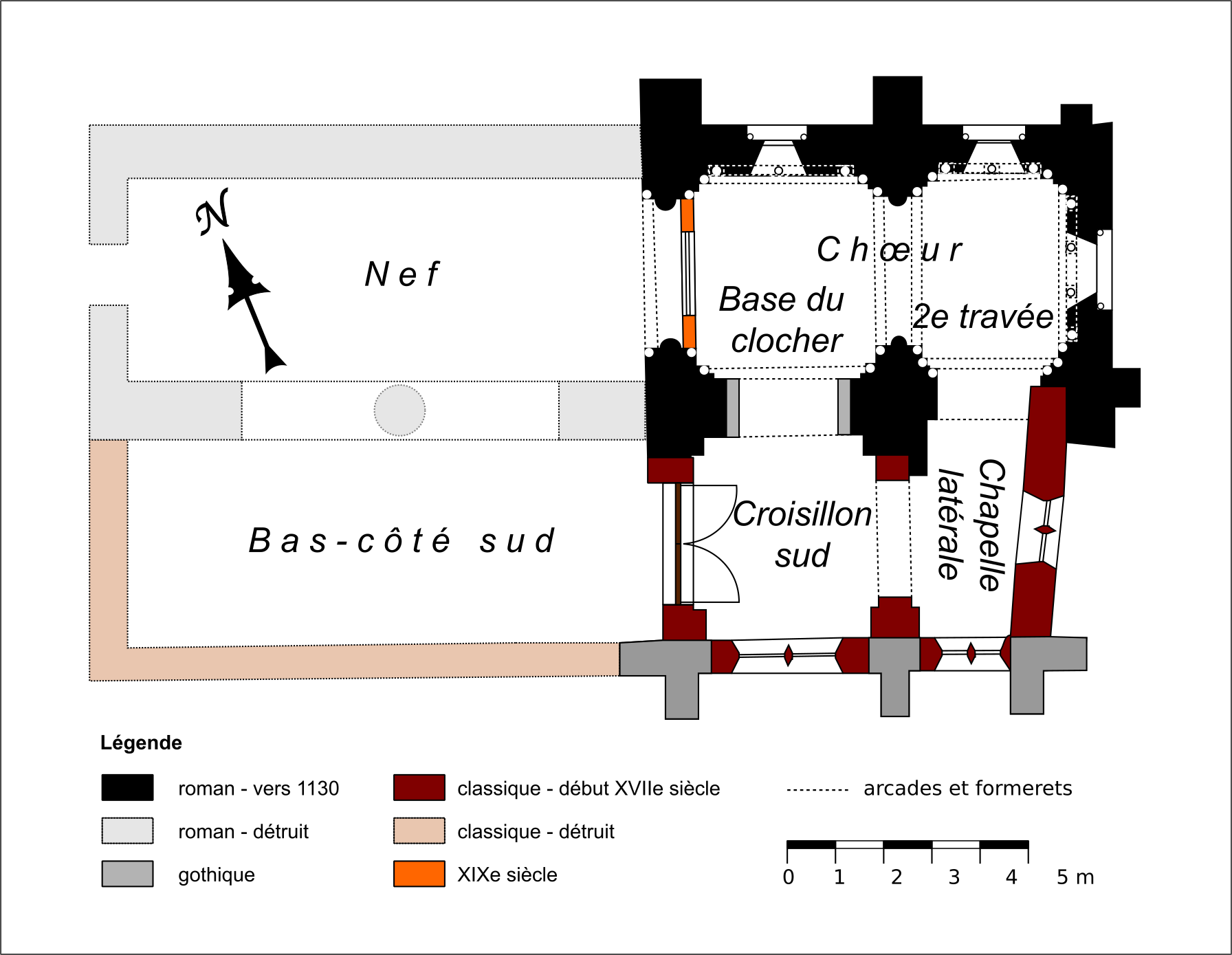
Plan de l'ancienne église.

### Aperçu général
En contemplant la tour depuis le parvis, l'on se situe à l'emplacement de l'ancienne nef de l'église Saint-Rieul, au nord le long de la rue des Deux-Églises, ou à l'emplacement du collatéral sud du XVIIe siècle. Orientée légèrement vers le nord-ouest du côté de la façade occidentale, l'église se composait d'une nef non voûtée, séparée de son unique collatéral sud par un mur percé de deux arcades ; d'un chœur de deux travées, dont la première est la base du clocher, et la seconde, une abside rectangulaire au chevet plat ; et d'une chapelle latérale sud de deux travées, dont la seconde est peu profonde et se termine par un mur oblique. Les travées qui subsistent sont donc au nombre de quatre, qui communiquent entre elles par quatre grandes arcades de différente nature. La deuxième travée de la chapelle latérale sud est recouverte d'un plafond en lattis, et les autres travées sont voûtées d'arêtes. Derrière le chevet, se situe un escalier extérieur, qui aboutit sur une cage d'escalier desservant l'étage. Cette cage d'escalier accolé au chevet est réalisée en colombages, mais l'étage de l'église est bâti en dur. Il se divise en plusieurs petits locaux au-dessus du chœur, et comporte notamment une grande salle très bas de plafond au-dessus de la chapelle latérale sud. Depuis la pièce au-dessus du chœur, un étroit passage permet d'accéder au premier étage du clocher, qui est un étage intermédiaire. Visible extérieurement depuis le nord seulement, il permettait à l'étage de beffroi roman de dépasser en hauteur la toiture de la nef. Cet étage est terminé par un plafond de charpente, et aujourd'hui subdivisé en deux niveaux. Mais c'est depuis le deuxième étage à l'est du clocher, qui a longtemps servi de prison, que l'on accède au deuxième étage du clocher par un escalier en bois très raid. L'étage de beffroi roman est aujourd'hui vide, mis à part un escalier en bois qui dessert le troisième étage, et un plafond intermédiaire un peu en dessous de la voûte d'ogives. Le troisième étage est l'étage de beffroi gothique, qui abrite aujourd'hui le beffroi et les cloches. Il est coiffé d'un toit pyramidal recouvert d'ardoise, derrière une balustrade moderne,,.

### Extérieur

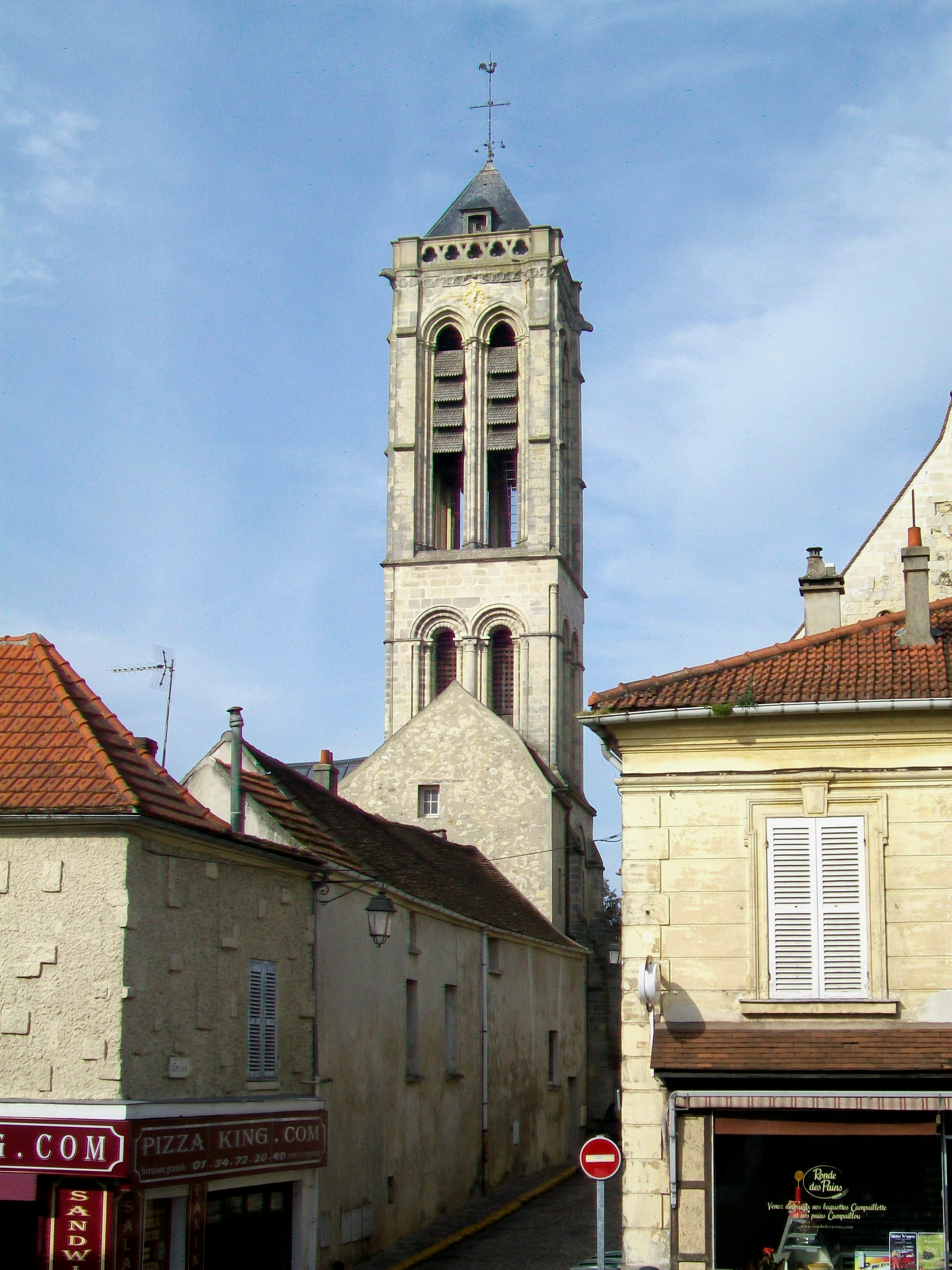
Vue depuis la rue de Paris, à l'est.

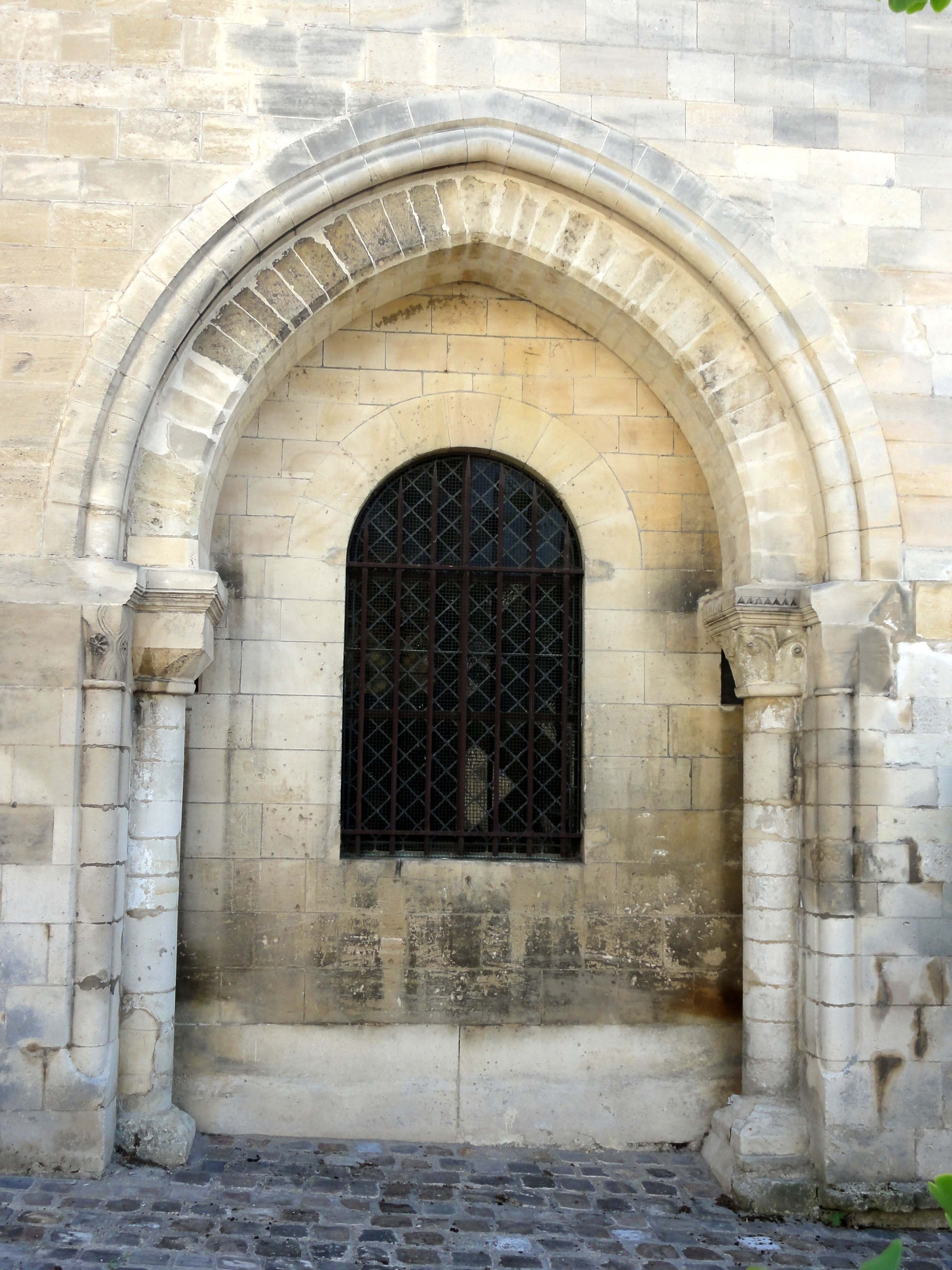
L'arc triomphal bouché, vue depuis l'ouest (extérieur).

L'on sait par l'abbé Lebeuf que la sculpture du portail occidental ressentait le XIIe siècle. La façade occidentale actuelle n'est authentique qu'à partir de l'étage de beffroi roman du clocher, sachant qu'elle ne date que de la restauration de la fin du XIXe siècle. La platitude des contreforts ne reflète pas leur physionomie d'origine, qui reste intacte au nord (voir ci-dessous). Le cordon de têtes de clous ou pointes-de-diamant avant la dernière retraite des contreforts latéraux provient de cette restauration. La moulure torique en dessous du glacis qui marque le début de l'étage de beffroi, ainsi que le glacis lui-même, ont également été refaits et n'ont pas leur équivalent dans l'architecture romane de la région. Par contre, les arcades bouchées au niveau du rez-de-chaussée sont authentiques. Celle à droite qui comporte le portail actuel fait apparaître de simples moulures au niveau des impostes. Celle à gauche est surtout intéressante, car elle représente l'arc triomphal bouché. La faible largeur de cette arcade s'explique par l'épaisseur des murs, et les contreforts font apparaître le clocher plus large qu'il ne l'est. L'arcade est à double rouleau, ce qui indique déjà qu'elle ne peut être antérieure au début du XIIe siècle, et le rang de claveaux supérieur est agrémenté d'une archivolte torique, ce qui est rare à l'intérieur des églises avant le second quart du XIIe siècle. Mais avant et surtout, l'arcade est brisée, et si l'arc brisé apparaît dans l'Aisne assez tôt dans le XIIe siècle, l'on sait que les arcades brisées à l'intérieur des églises font leur apparition dans la région vers 1125 / 1130 avec la nef de Villers-Saint-Paul, le transept de Rieux et le chœur de Morienval. L'arcade repose sur les tailloirs des chapiteaux de deux demi-colonnes et de quatre demi-colonnettes appareillées, dont deux situées dans l'espace intérieur. Seulement le gros chapiteau à droite est authentique ; il se distingue par le rang de dents de scie qui se profile sur la tablette supérieure du tailloir, et une tête grimaçante à faible relief au milieu des feuilles simples à volutes d'angle,.
L'étage de beffroi roman se caractérise par la forme élancée de ses deux baies géminées par face, et par l'absence de contreforts. À leur place, les angles sont agrémentés d'une colonnette appareillée munie d'un chapiteau à feuilles d'eau assez fruste, trois assise en dessous de la limite supérieure de l'étage. Les baies s'ouvrent entre deux colonnettes à chapiteaux, mais sous une triple archivolte torique : l'archivolte supérieure est reçue sur la tablette continue, qui sert aussi de tailloir aux chapiteaux, et qui fait le tour de tout l'étage, se transformant en bague au niveau des colonnettes d'angle. Au milieu entre deux baies, une colonnette de plus fort diamètre que les autres est partagée par les baies. Les chapiteaux offrent une image contrastée. À l'est, règnent des feuilles d'eau. Au sud et à l'ouest, les chapiteaux des trois colonnettes du trumeau sont sculptés de feuilles d'acanthe travaillées au trépan. Ce sont des œuvres d'une grande finesse, tandis que les chapiteaux à gauche et à droite de ces deux faces sont tout aussi frustes que ceux des colonnettes d'angle. Au nord, vers l'église Saint-Justin, l'ensemble des chapiteaux affichent des feuilles d'acanthe. Il n'y a point de corniche. Dans son ensemble, l'étage de beffroi roman se remarque par une certaine pauvreté de la sculpture, dans une région où les clochers roman sont parvenus à leur épanouissement. Le second étage de beffroi datant de l'époque gothique présente deux contreforts plats à chaque angle, scandés horizontalement par deux larmiers : le premier à mi-hauteur des baies, et le second, au niveau des impostes des baies. Les deux baies abat-son gémelées par face sont à la fois plus larges et plus élevées que celles de l'étage en dessous. Les colonnettes se sont amincies, et deux colonnettes par baies se sont ajoutées. Devant le trumeau, les deux baies se partagent toujours la colonnette médiane. Mais ce n'est pas celle-ci qui est de plus fort diamètre : ce sont les colonnettes intérieures. Les murs se terminent par une corniche de crochets, comme à Bonneuil-en-Valois (croisillon sud), Montataire, Santeuil, Saint-Frambourg de Senlis, Trumilly, Vauciennes (nef côté sud) et Vez. Cette corniche est fortement abîmée. Aux quatre angles, des gargouilles d'une facture simple permettent d'évacuer les eaux pluviales de la toiture. Quant à la balustrade, elle n'apparaît pas encore sur les photographies anciennes. Son motif sont des trèfles, au nombre de cinq par face. Le toit actuel est une basse pyramide recouverte d'ardoise. Sur un plan général, l'étage de beffroi gothique appartient à la lignée des clochers gothiques du Vexin français qui a donné comme représentants les plus emblématiques les clochers d'Auvers-sur-Oise, de Champagne-sur-Oise et de Grisy-les-Plâtres, mais la tour Saint-Rieul est loin d'atteindre leur qualité,.
L'élévation septentrionale est également d'un grand intérêt, car c'est l'unique élévation de l'église romane qui subsiste sans altérations, abstraction fait de la perte de la nef : l'escalier devant le chevet et l'étage partiellement construit en colombages altèrent fortement son caractère, même si ces ajouts du XVIIe siècle ont déjà leur valeur historique. Au nord, apparaissent donc les contreforts à ressauts de la base du clocher, qui sont légèrement différents tous les deux. Ils présentent une ou deux retraites moyennant un fruit présent sur leurs trois flancs, et trois retraites moyennant un glacis. Par ailleurs, le mur se retraite également par un fruit à la limite entre le rez-de-chaussée et le premier étage. C'est à côté de la baie de l'étage que les contreforts se terminent par un quatrième glacis. Cette baie est surmontée d'un cordon de têtes de clous, qui se poursuit sur le mur et sur les contreforts : c'est ce cordon qui a été restitué sur le mur occidental. La baie s'ouvre sous un arc à double rouleau, dont les angles sont simplement chanfreinés. Le rang de claveaux supérieur repose sur les tailloirs des chapiteaux aux volutes d'angle de deux colonnettes en délit. Les impostes de la baie sont dotés de tablettes taillées de la même façon que les tailloirs, qui sont simplement biseautés. Il est à signaler qu'une baie analogue subsiste au sud ; elle est visible depuis les combles. — Au niveau du rez-de-chaussée, la base du clocher et la seconde travée du chœur possèdent toutes les deux des baies similaires. Une troisième existe au chevet. Ici, le cordon de billettes est remplacé par un cordon de fleurs de violette ; l'archivolte supérieure des fenêtres est moulurée d'une gorge et d'un tore ; et la sculpture des chapiteaux est plus élaborée, avec des tiges nouées deux par deux au milieu des faces, et des palmettes aux angles. L'on peut rapprocher ces fenêtres de celle de la base de clocher de Nesles-la-Vallée (vers 1130-1140), de la baie occidentale de Haravilliers (après 1140) et de l'église Saint-Justin, ou de la première fenêtre haute au nord de la nef de Saint-Clair-sur-Epte (après 1150),.

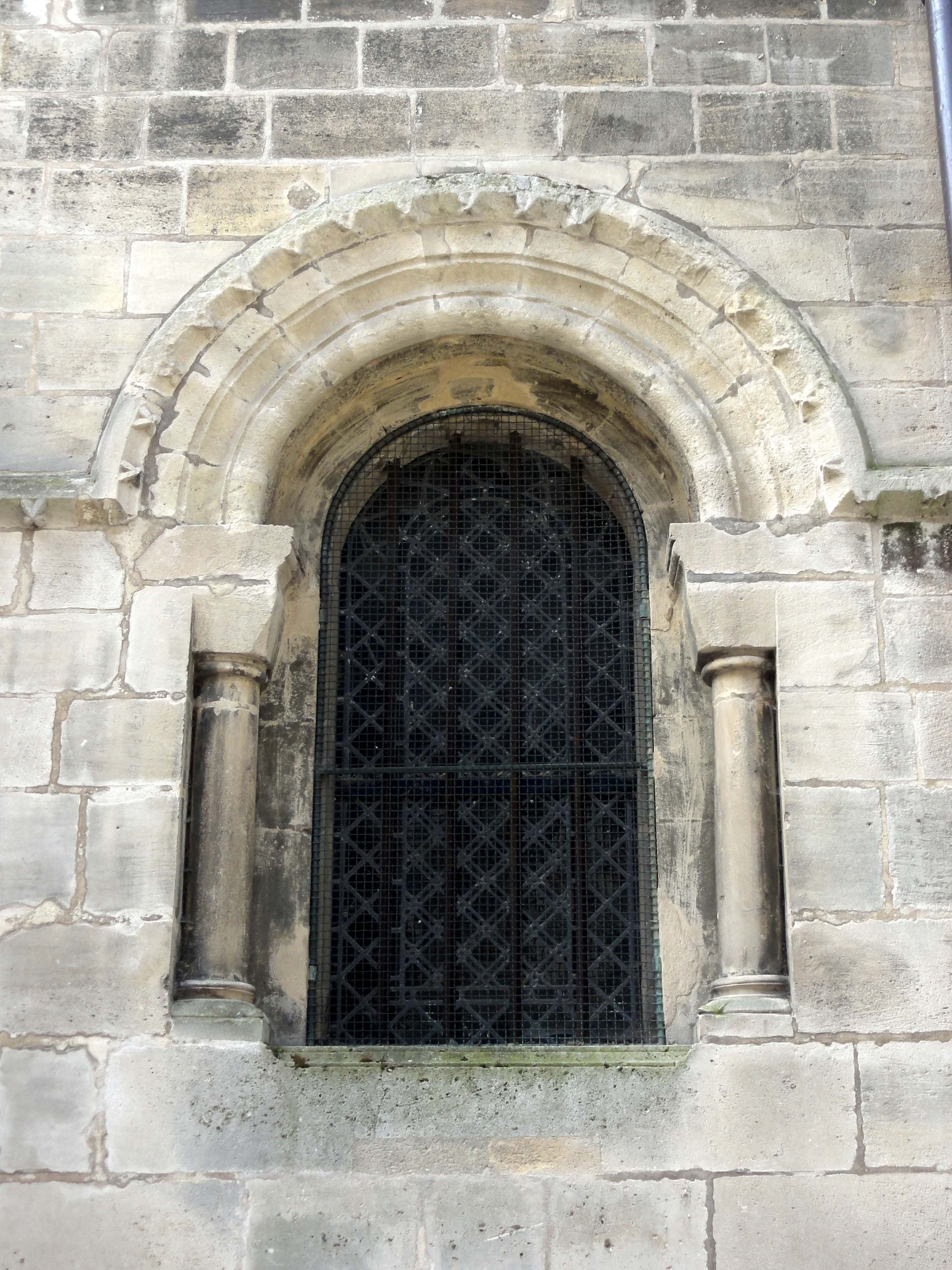
Fenêtre au nord du chœur.
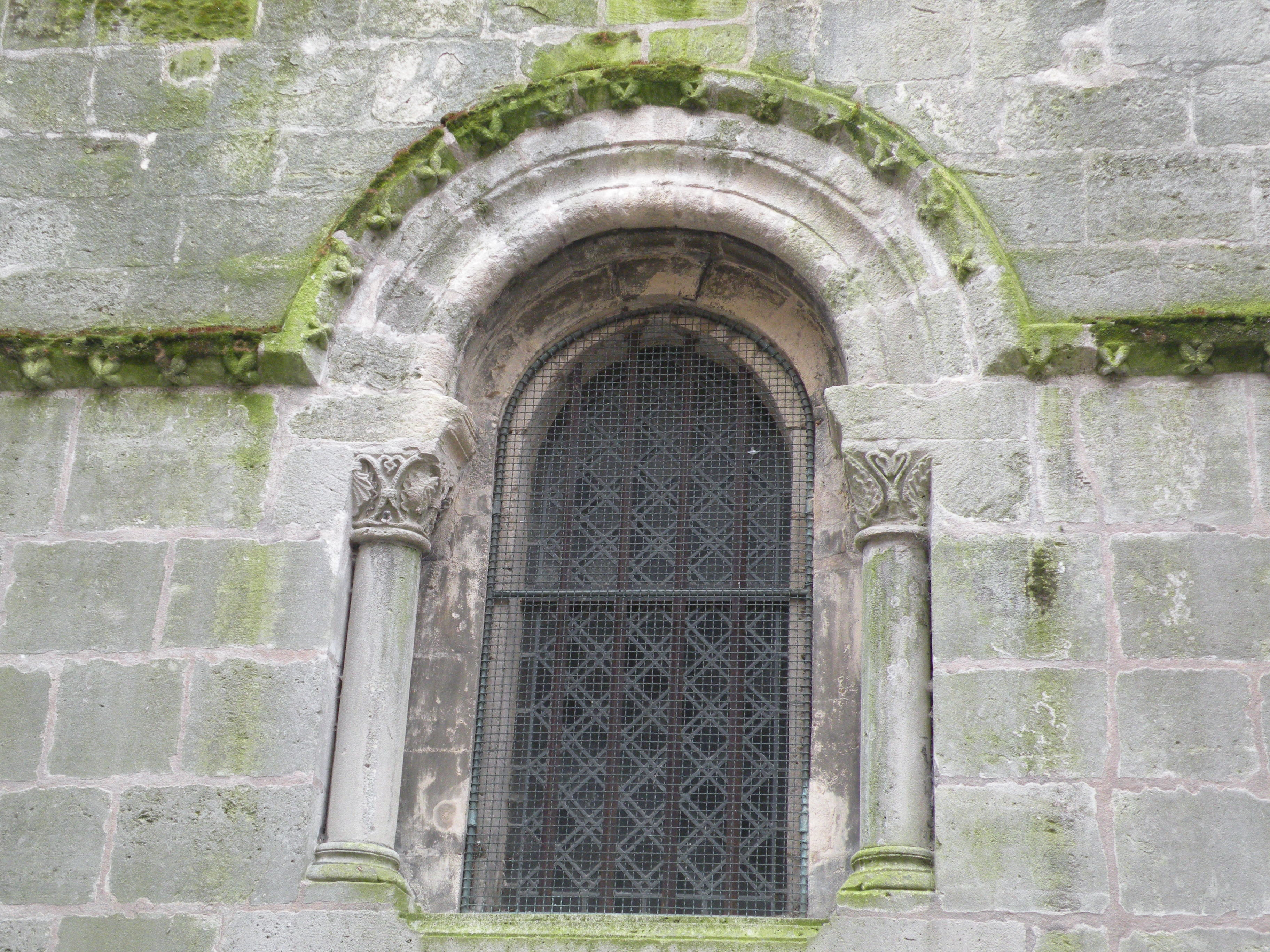
Fenêtre au nord de la base du clocher.
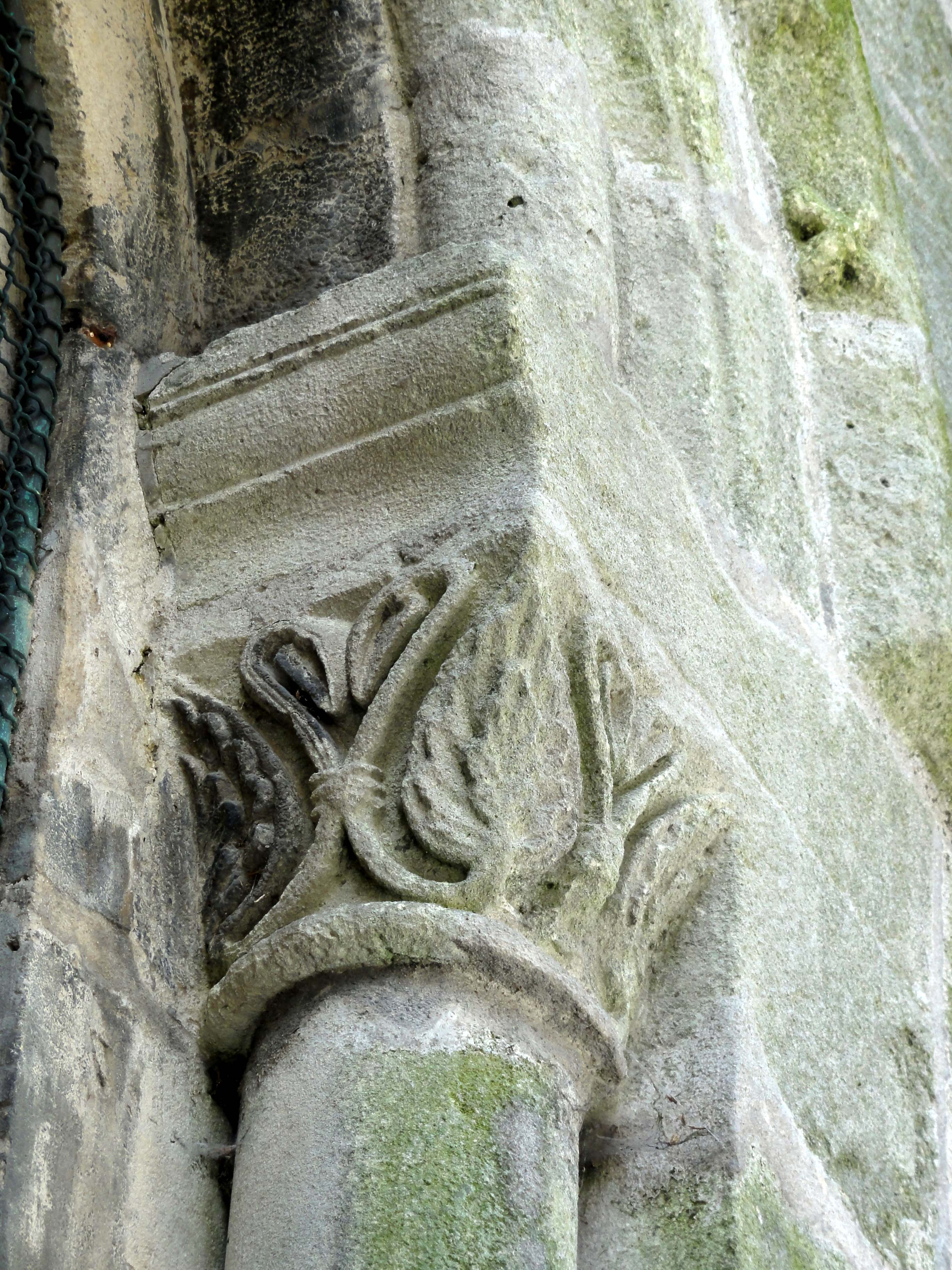
Chapiteau à droite de cette fenêtre.
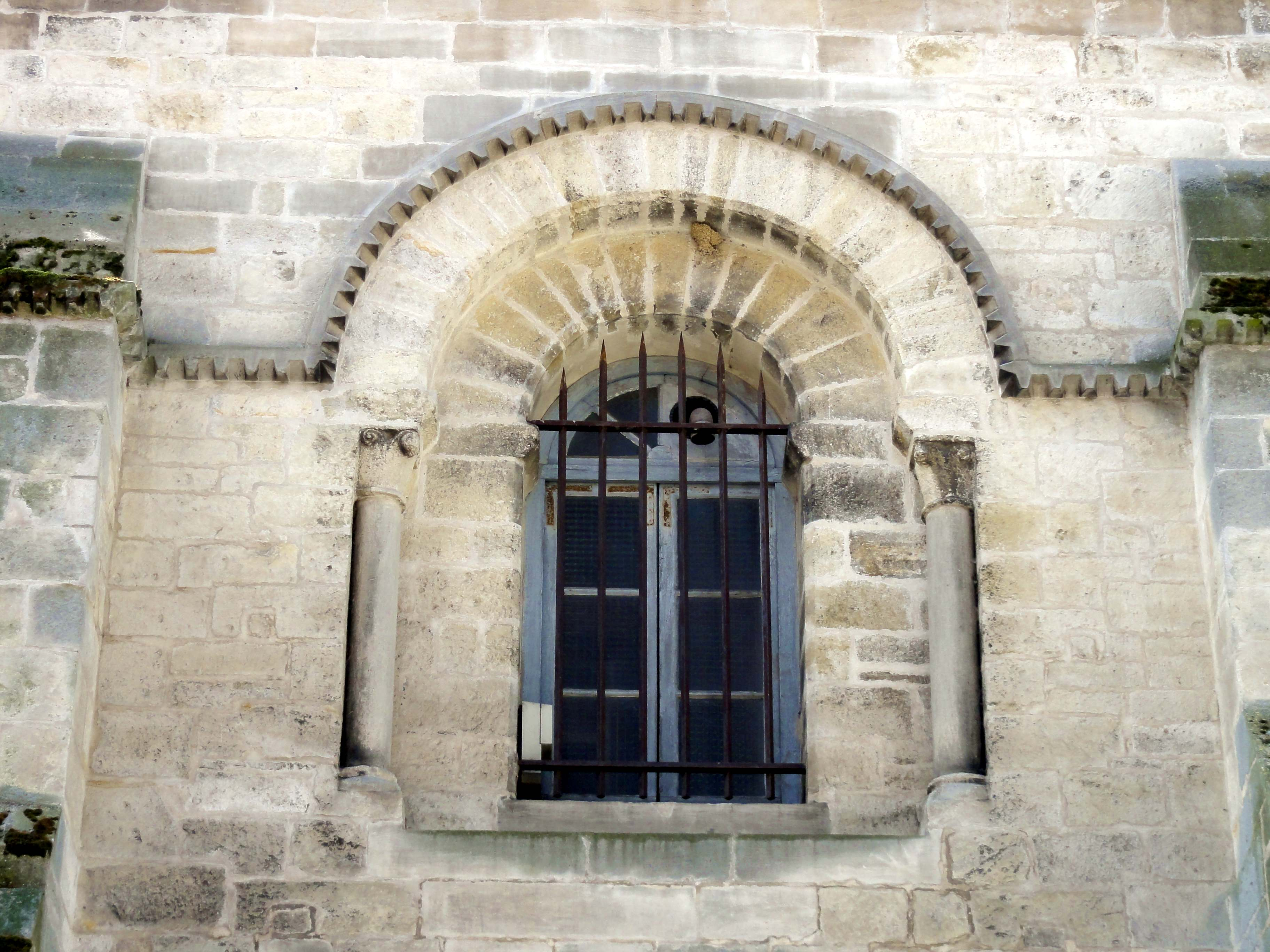
Fenêtre au nord du 1er étage du clocher.
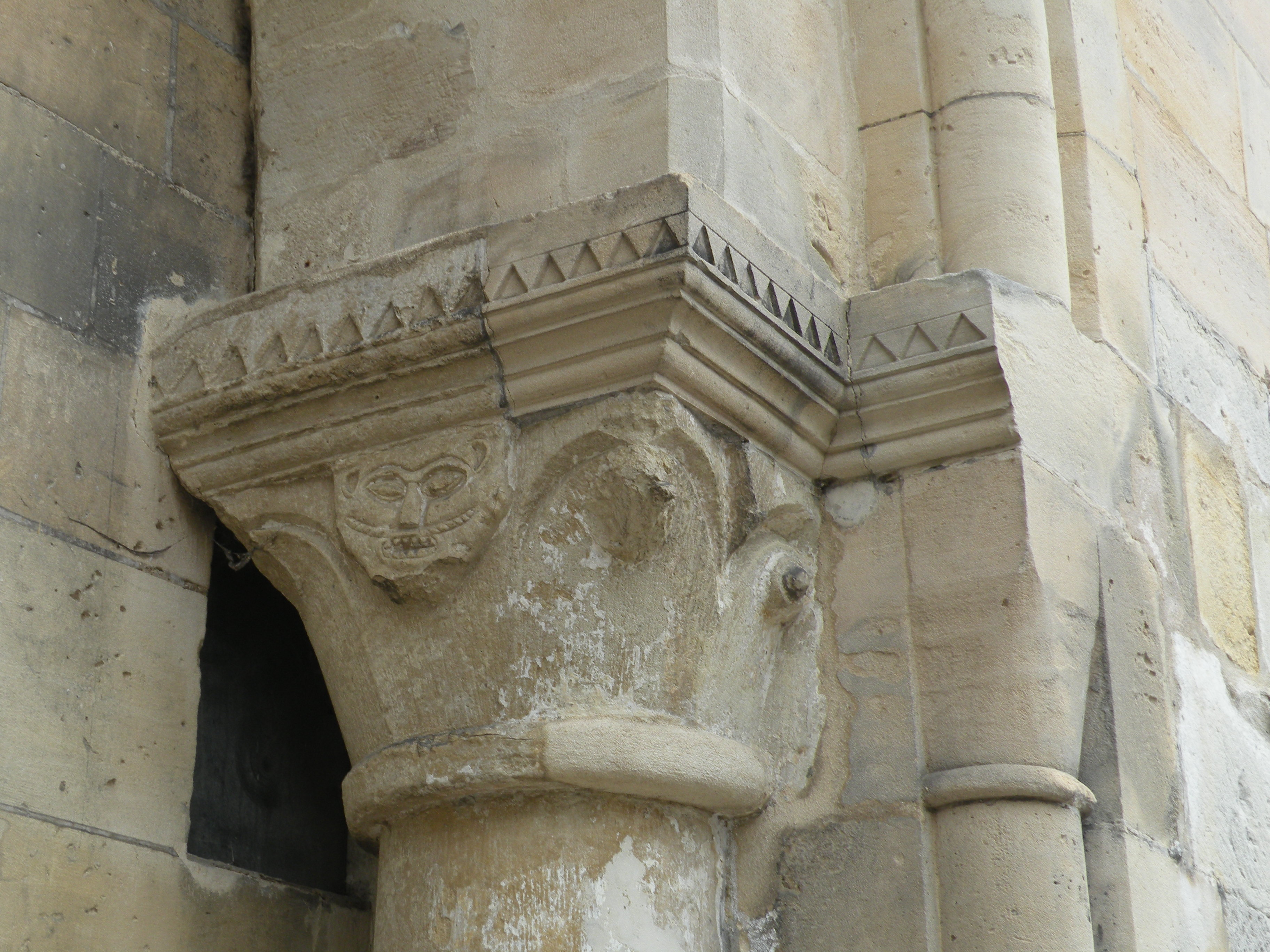
Chapiteau au sud de l'arc triomphal.

### Intérieur

#### Parties duXVIIesiècle

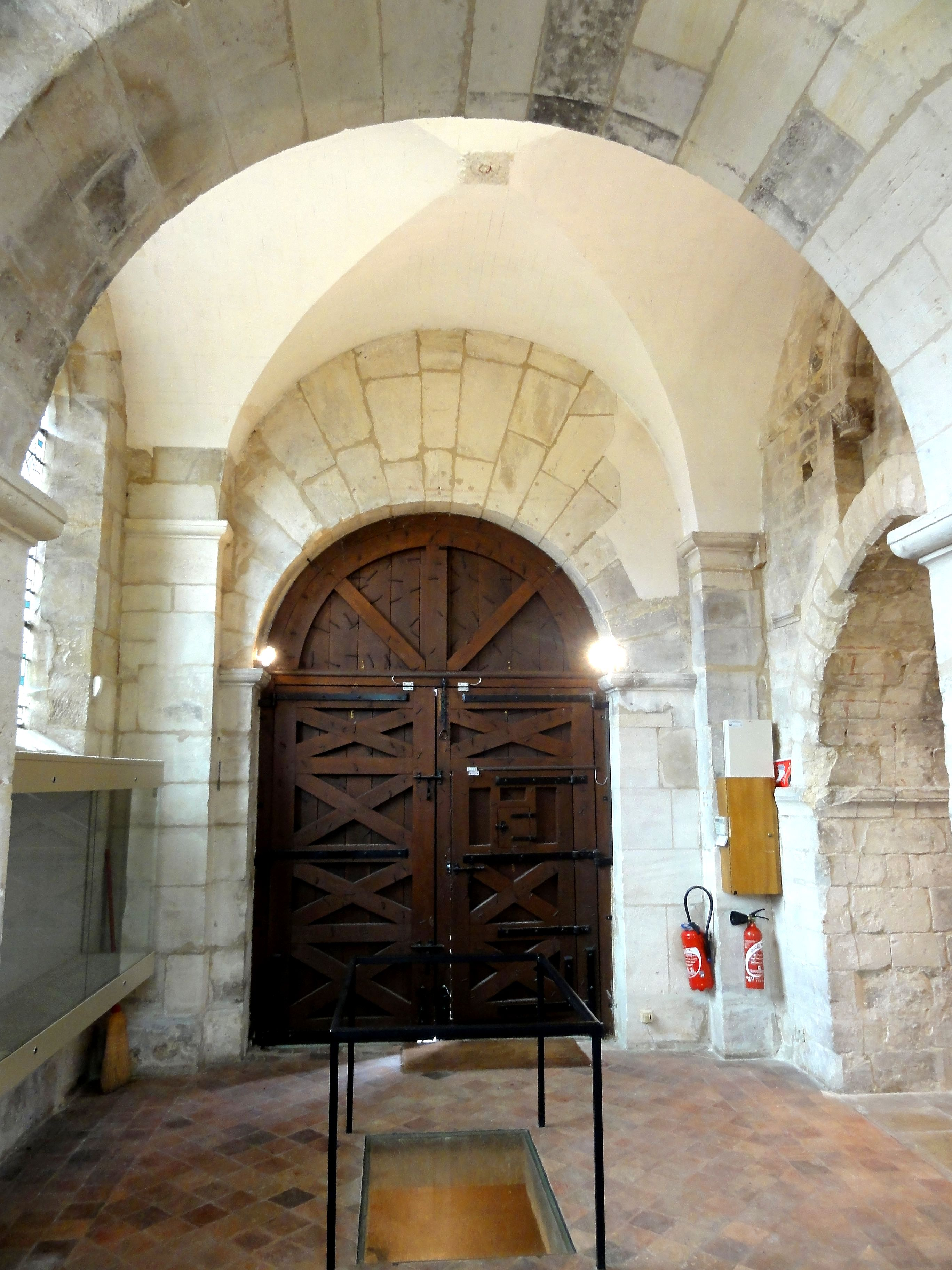
Chapelle latérale sud, vue vers l'ouest.

La chapelle latérale sud date, dans sa forme actuelle, du début du XVIIe siècle et est placée principalement sous l'influence du classicisme. C'est par le faux croisillon sud que s'effectue l'entrée depuis la restauration de l'édifice. Il est recouvert d'une voûté d'arêtes supportée par des pilastres nus logés dans les angles, et décorée d'une clé de voûte carrée ornée d'une rosace et de rinceaux. Cette travée communique avec la travée suivante par une arcade en plein cintre non moulurée et même pas chanfreinée, dont le profil des impostes est celui utilisé pour les tailloirs des pilastres. Une arcade brisée a été percée dans le mur méridional du clocher bien après son achèvement : au-dessus, subsiste en grande partie une baie romane presque entièrement bouchée, qui est presque analogue à celles qui existent toujours au nord, vers la rue des Deux-Églises. Du fait de l'ébrasement plus large, l'ouverture effective était néanmoins plus petite. L'arcade est simplement chanfreinée ; elle retombe sur un tailloir mouluré d'un filet et d'un quart-de-rond concave. Il ne s'agit pas d'une ancienne porte, car dans ce cas, la mouluration ne se poursuivrait pas sans rupture des deux côtés de l'arcade. Cette arcade vers la base du clocher est réputée datant du XIIIe siècle, mais son peu de caractère n'autorise pas une datation précise ; elle peut tout aussi bien dater du XIVe siècle. De la même époque, devraient logiquement dater les contreforts visibles à l'extérieur, du côté sud, dont les larmiers et glacis à gradins n'ont rien du style classique.
La deuxième travée de la chapelle latérale sud est très courte, et son mur du chevet est biais. Elle communique avec la seconde travée du chœur par une arcade d'un tracé parabolique irrégulier, qui n'est pas appareillée, mais directement taillée dans le mur. Le tracé de cette arcade se définit de ce côté-ci par le cordon de fleurs de violette qui la surmonte, témoignant de sa transformation à partir d'une fenêtre identique à celles que l'on voit au nord. De l'autre côté, le tracé de l'arcade est déterminé par l'arc formeret au sud du chœur, dont le sommet se situe, contre toute attente, plus bas que le sommet du cordon de fleurs de violette. — Cette dernière travée est simplement plafonnée de bois, mais un départ de voûte existe dans l'angle sud-ouest. — Pour les deux travées de la chapelle latéral sud, l'éclairage naturel est assuré par trois grandes baies en plein cintre, deux au sud et une à l'est. Elles sont pourvues d'un remplage Renaissance standard, composé de deux arcatures en plein cintre surmontées d'un oculus en forme de soufflet, entre deux écoinçons ajourés. La modénature aigüe des meneaux, avec une fine arête entre deux moulures concaves, traduit encore l'influence du style gothique flamboyant. L'on ignore tout sur les parties jouxtant le chœur et la base de clocher avant la construction du collatéral actuel : hormis l'arcade vers la base du clocher et les contreforts, plus rien ne semble en témoigner,. Or, les fenêtres pourraient tout aussi bien dater du milieu ou de la seconde moitié du XVIe siècle ; en cas d'une datation haute, elles pourraient être contemporaines de l'arcade et des contreforts.

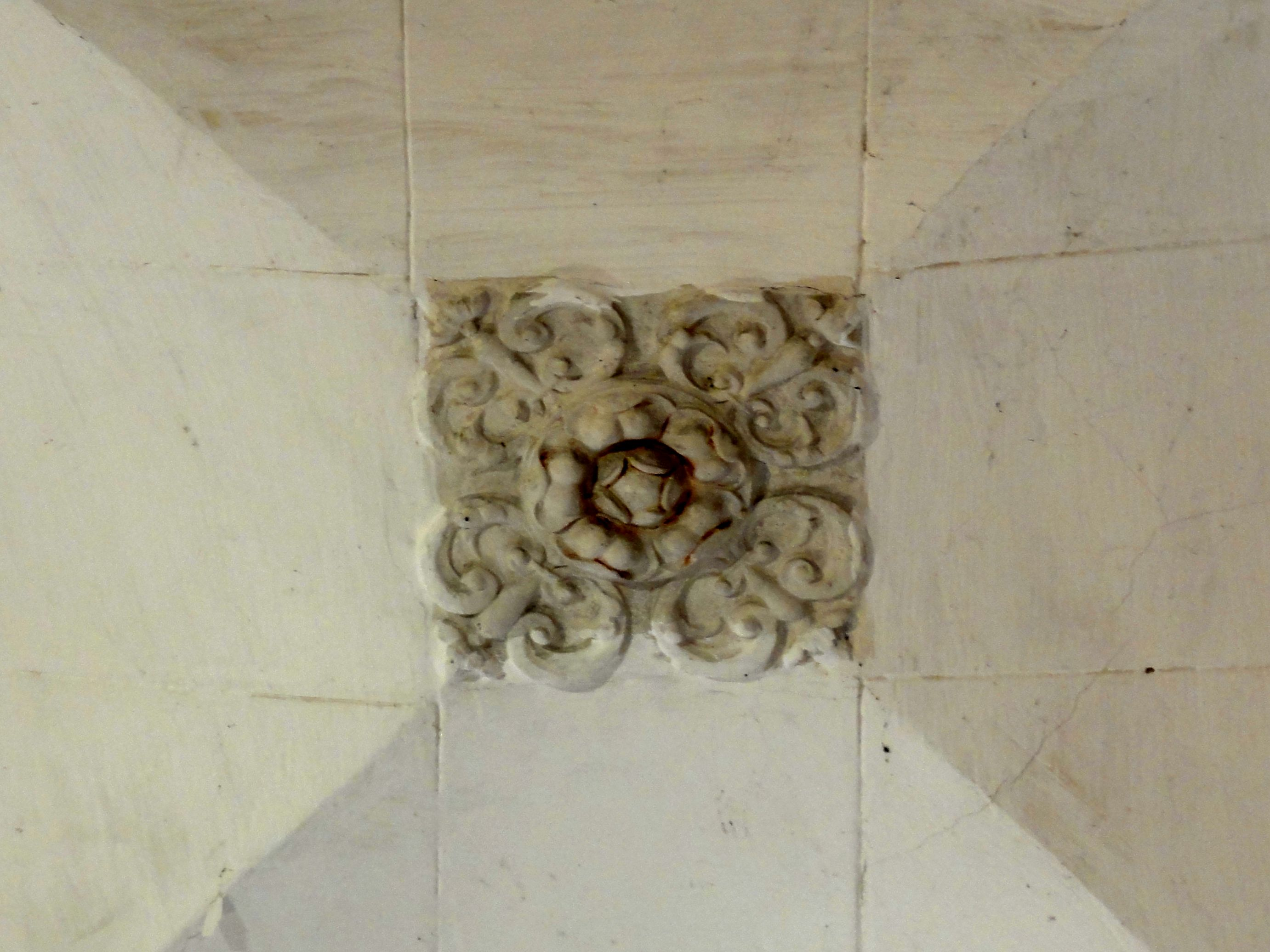
1re travée, clé de voûte.
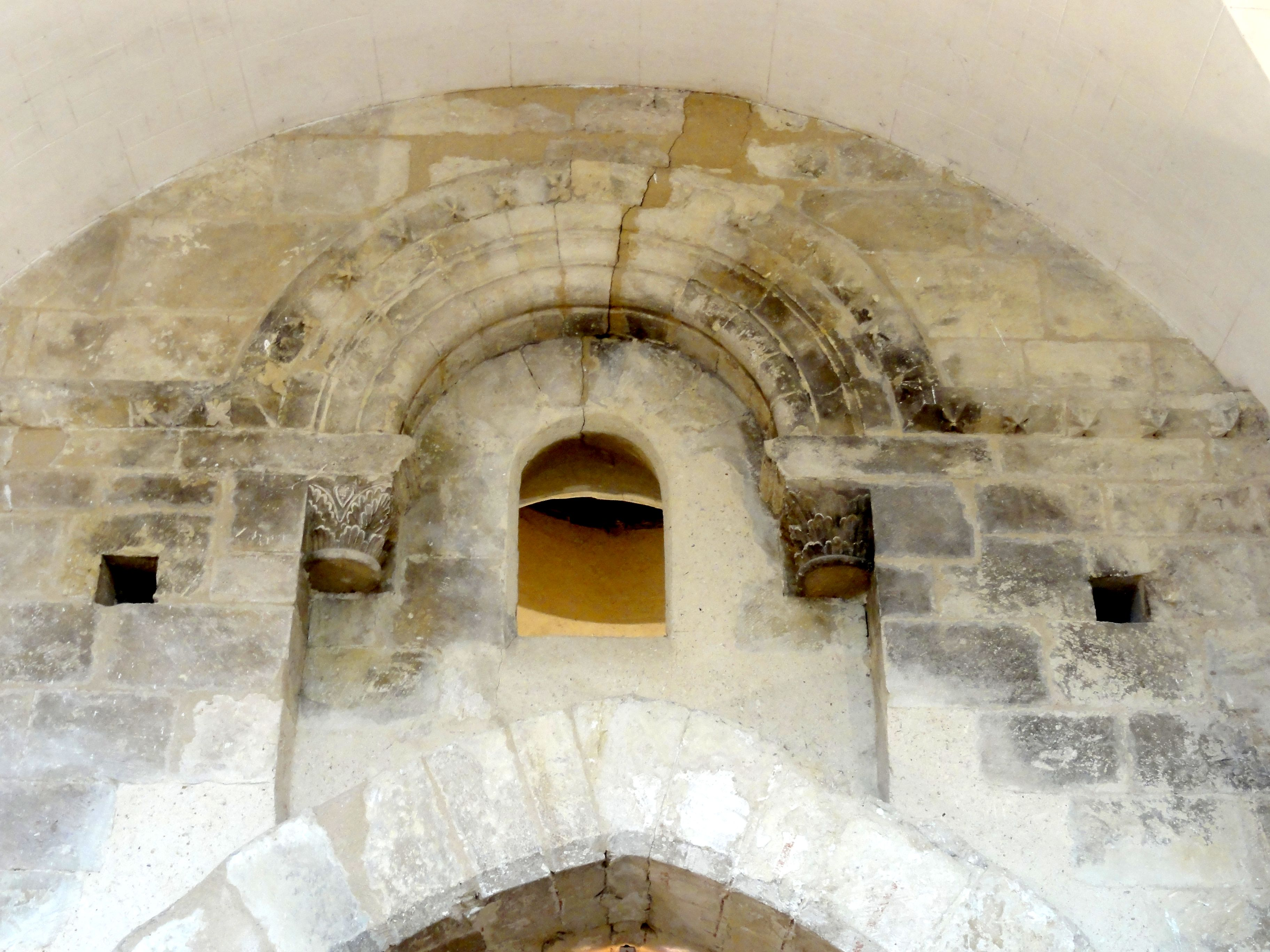
1re travée, baie romane côté nord.
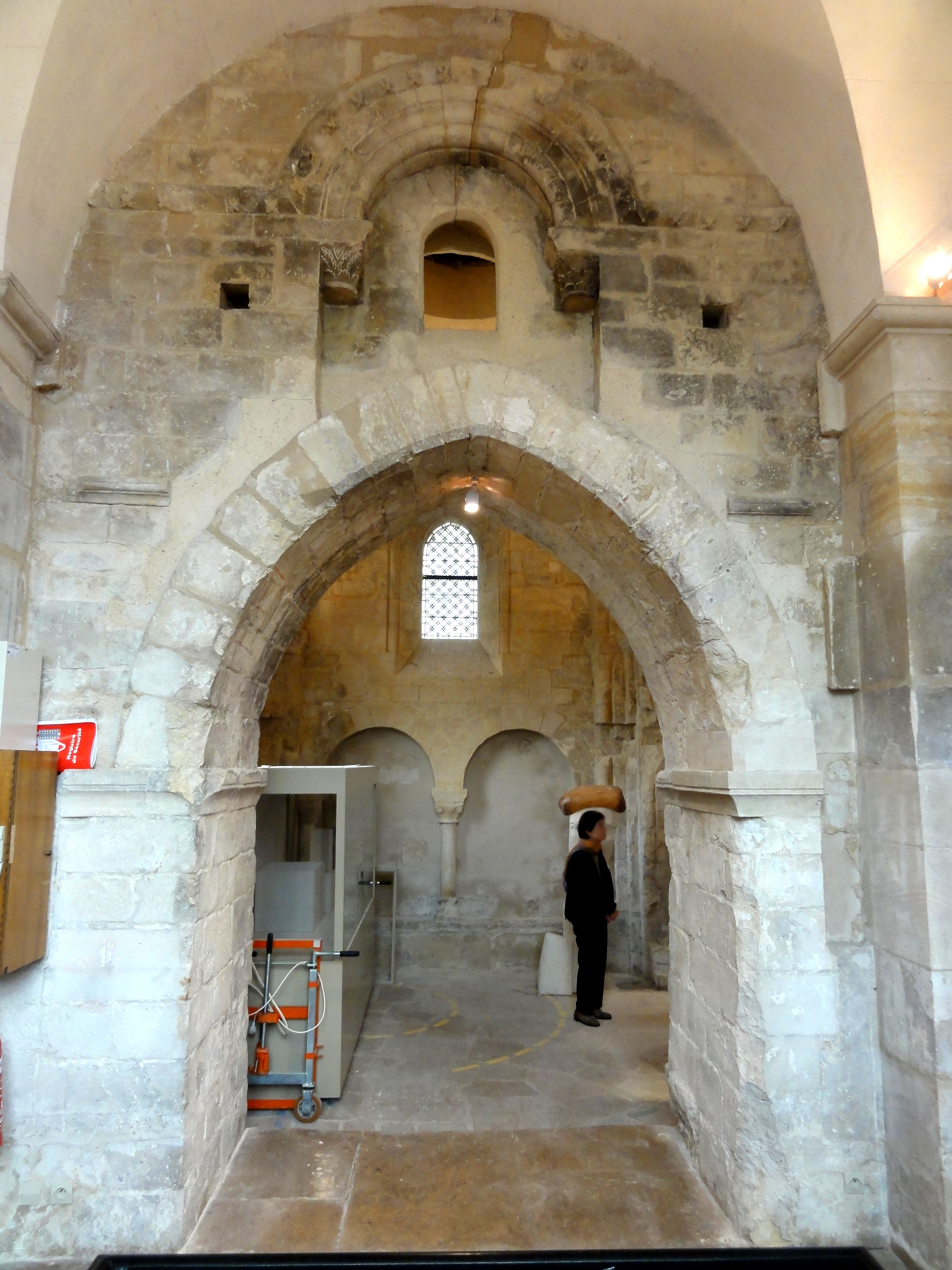
1re travée, vue vers le nord.
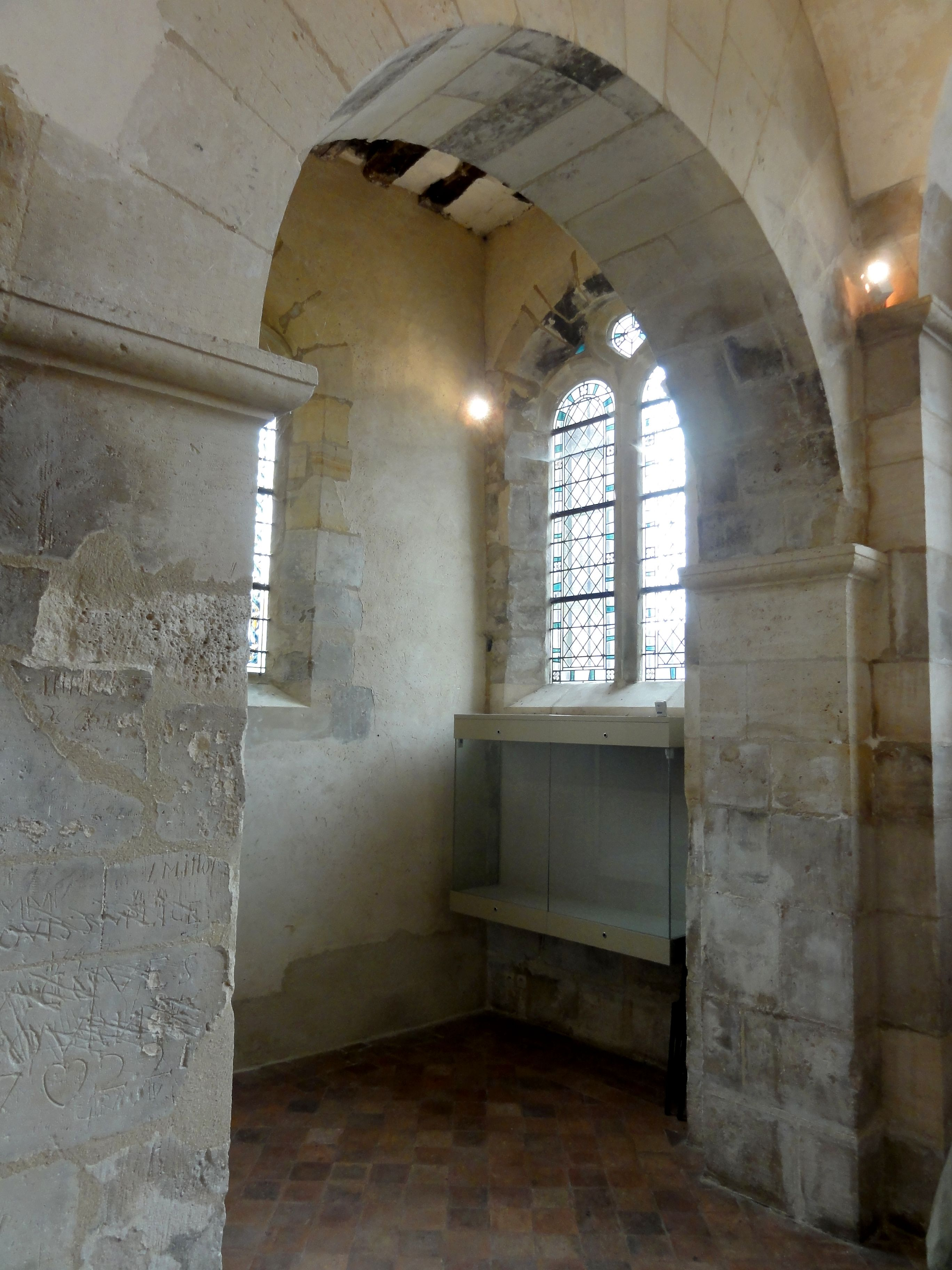
1re travée, vue vers le sud-est.
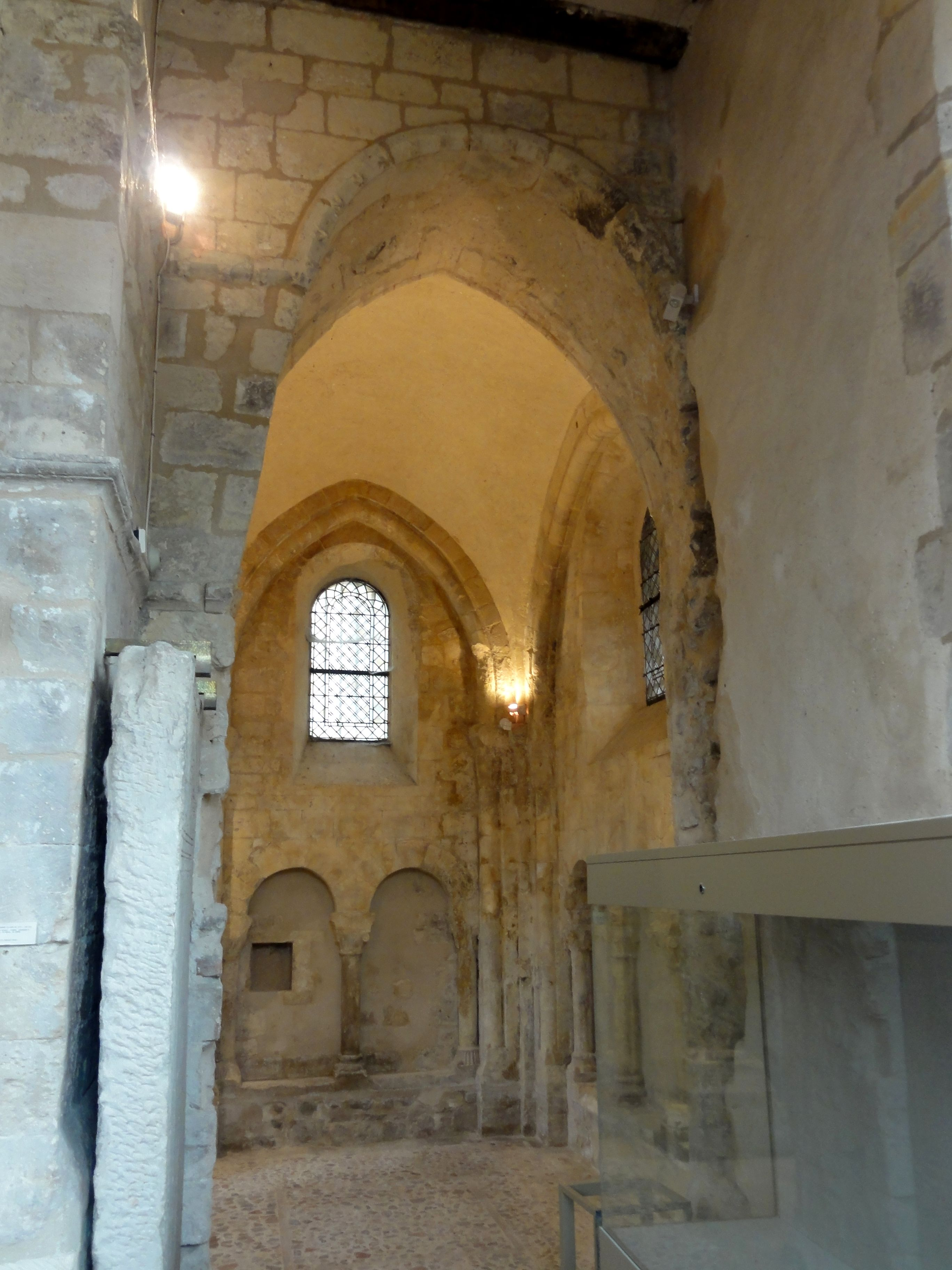
2e travée, vue vers le nord dans le chœur.
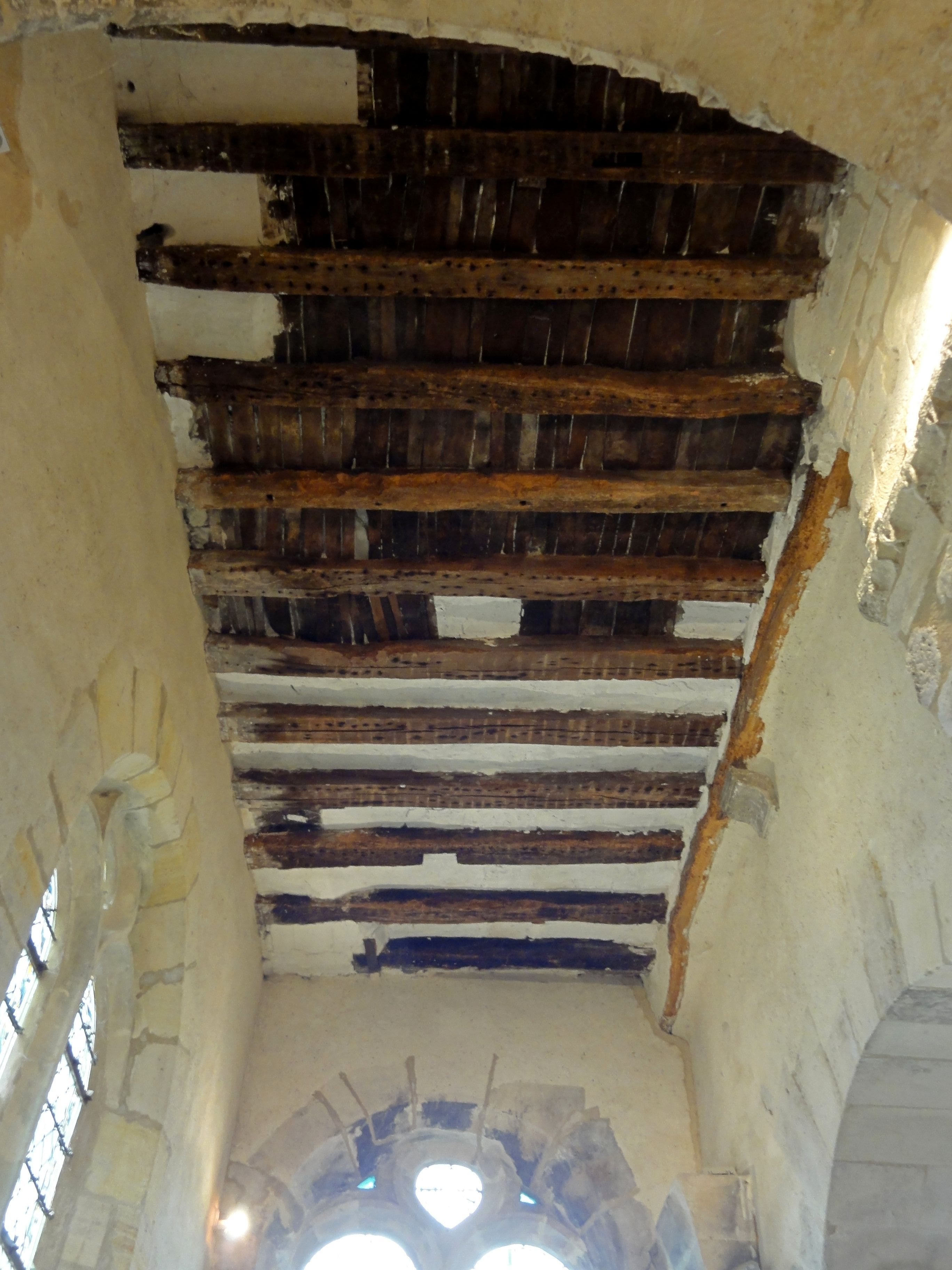
2e travée, plafond.

#### Base du clocher

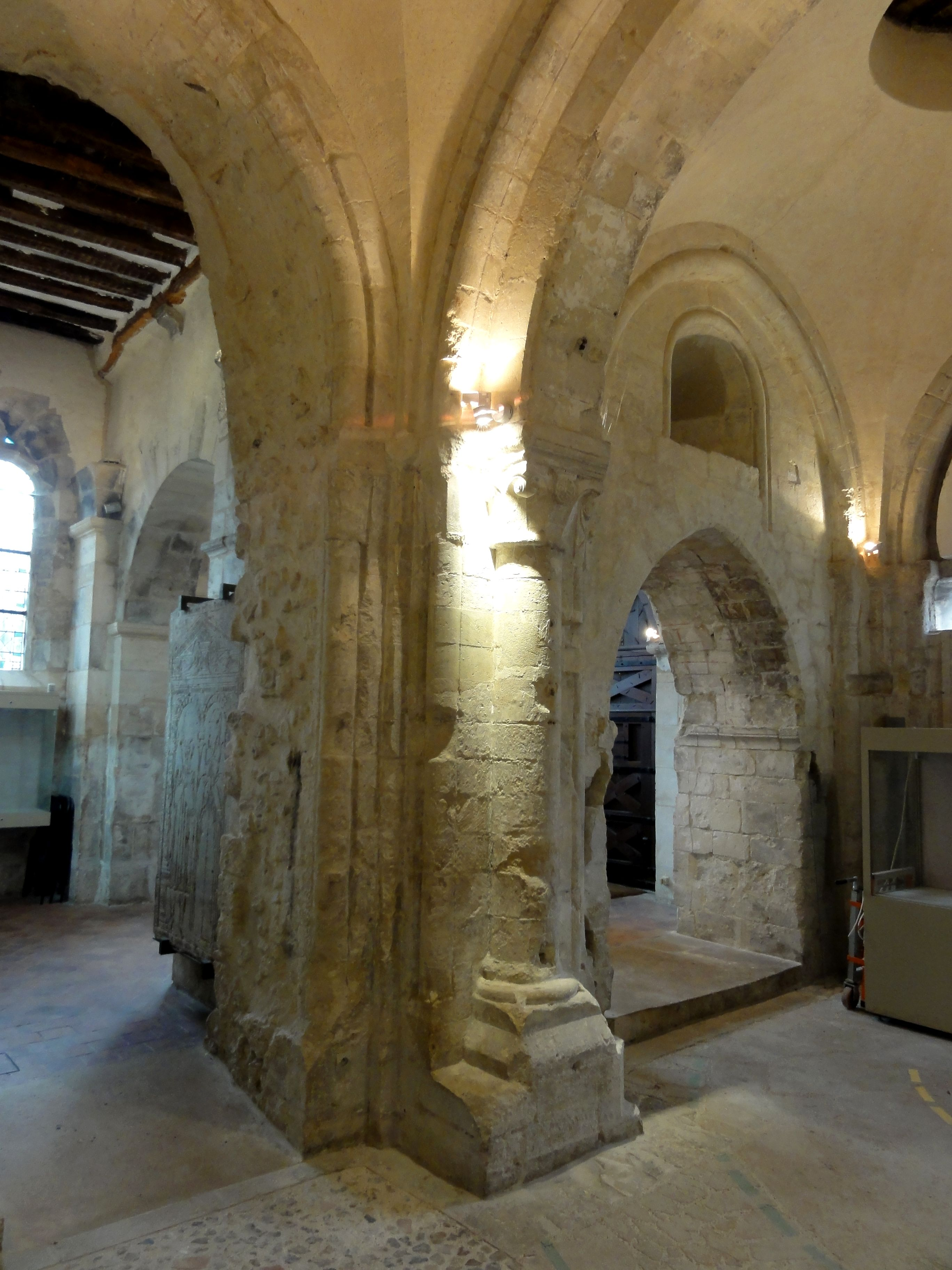
Pile sud-est du clocher, vue depuis le chœur. À gauche, arcade vers la chapelle latérale sud ; à droite, la base du clocher.

La base du clocher occupait la position centrale entre la nef et la seconde travée du chœur, qui subsiste également. Elle a une largeur de 4,20 m et une profondeur de 3,70 m environ, et est recouverte d'une voûte d'arêtes moderne, percée en son centre d'un trou pour la remontée des cloches. Le mur du nord est allégé par deux arcatures plaquées en plein cintre non moulurées, qui retombent sur les hauts tailloirs des chapiteaux aux volutes d'angle de trois colonnettes en délit. Au sud, à gauche de l'arcade vers le croisillon sud, une colonnette semblable a été dégagée et montre que la même disposition existait au sud. Le chapiteau central des arcatures du nord (ou un autre semblable) a été englobé dans la voûte d'arêtes au moment de sa construction, ce qui permet de penser que la voûte devrait être contemporaine de la construction du collatéral sud. Les soubassements des arcatures peuvent tenir lieu de bancs, comme dans les bas-côtés de Villers-Saint-Paul. Les fenêtres au-dessus des arcatures sont entourées d'un tore, ce qui n'est pas le cas dans la seconde travée du chœur.
Dans les angles de la travée, les arêtes de la voûte retombent jusqu'au sol sous la forme de piliers carrés de faible diamètre engagés dans les murs. Elles sont toutefois interceptées par une tablette moulurée aux multiples ressauts, qui sert également de tailloir aux colonnettes à chapiteaux. En plus des demi-colonnes correspondant au rouleau inférieur des arc-doubleaux vers la nef disparue et vers le chœur, ces colonnettes sont au nombre de deux dans chaque angle, et logées dans des angles rentrants. Elles constituent les supports des rouleaux supérieurs des arc-doubleaux, et des arcs formerets qui existent au nord et au sud. Sauf vers les demi-colonnes en question, des ressauts du mur sont visibles à côté des colonnettes, qui s'ajoutent aux piliers carrés de la voûte d'arêtes. Les ressauts, que l'on peut également considérer comme piliers, reçoivent les claveaux des arcs d'inscription de la voûte au nord et au sud, au-dessus des formerets. Autant les doubleaux que les formerets et les arcs d'inscription proprement dits de la voûte, acccusent un tracé en tiers-point. Les rouleaux supérieurs des doubleaux et les formerets affectent un même profil, à savoir un gros tore. Les tablettes ou tailloirs présentent une mouluration complexe et soignée, qui indique une date avancée dans le XIIe siècle, vers la fin de la période romane. Vu la sculpture résolument romane des chapiteaux associés aux tailloirs, il doit bien s'agir d'une disposition d'origine. Les arcs en tiers-point, l'existence de formerets et la période des tailloirs et chapiteaux pourraient être interprétés comme des indices concordants d'un voûtement d'ogives ancien.
Si les voûtes d'ogives sont introduites dans la région assez tôt dans le XIIe siècle, et si les bases des clochers de Saint-Christophe de Cergy et Nesles-la-Vallée sont voûtées d'ogives dès l'origine (1130 / 1140), la disposition dans la tour Saint-Rieul ne parle pas en faveur d'un voûtement d'ogives prévu dès le départ. En effet, les voûtes d'ogives romanes vont de pair avec de gros chapiteaux généralement placés de biais. Ici, il n'y a jamais eu de chapiteaux ayant pu correspondre à des ogives, et l'angle saillant des piliers engagés occupe moins de place que les colonnettes elles-mêmes, alors que ces piliers auraient dû recevoir les ogives. En cas d'un voûtement d'ogives décidé après coup, il aurait été plus logique de renoncer aux formerets (en raison du manque de place pour leurs supports) qu'à des colonnes engagées et des chapiteaux réservés aux ogives. Le plus probable est donc que la base du clocher a toujours été voûtée d'arêtes, les formerets étant toutefois inspirées des premières voûtes d'ogives. Ce constat et la forme en tiers-point prononcé indiquent une construction pendant le second quart du XIIe siècle, conformément aux observations faites à l'extérieur. Des bases de clocher aux voûtes d'arêtes romanes subsistent à Allonne, Arthies, Bruyères-sur-Oise, Catenoy, Chamant, Condécourt, Cormeilles-en-Vexin, Feucherolles, Follainville, Limetz, Orgeval, Reilly, Saint-Gervais, Saint-Maximin, Rhuis, Seraincourt, Tessancourt, etc. Le tracé en tiers-point n'apparaît qu'à Chamant ; dans les rares cas que des arcs formerets existent, ils ne sont pas moulurés. À Saint-Gervais et Tessancourt, il y a toutefois des doubles archivoltes toriques. 

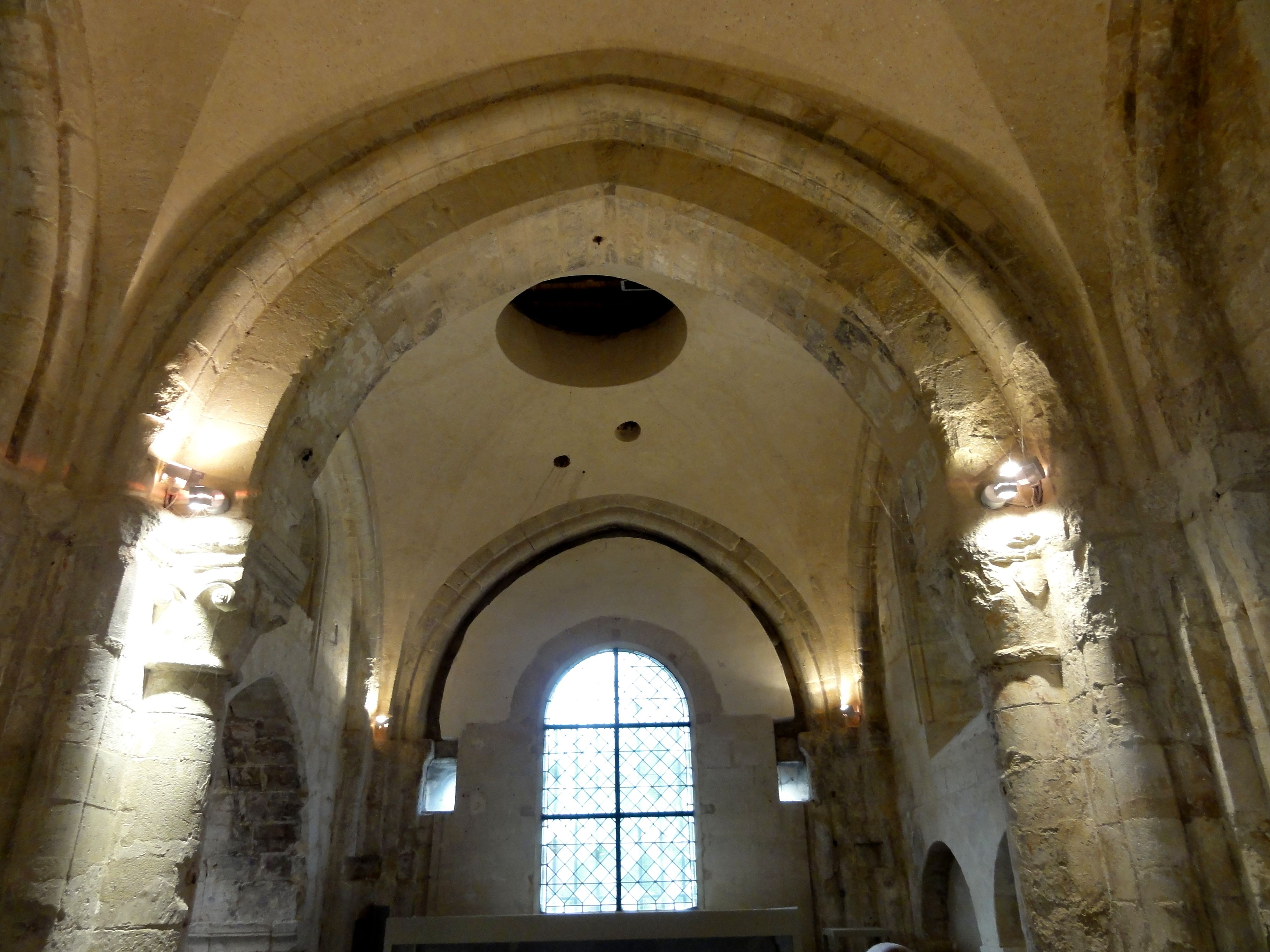
Chœur, vue vers l'ouest dans la base du clocher.
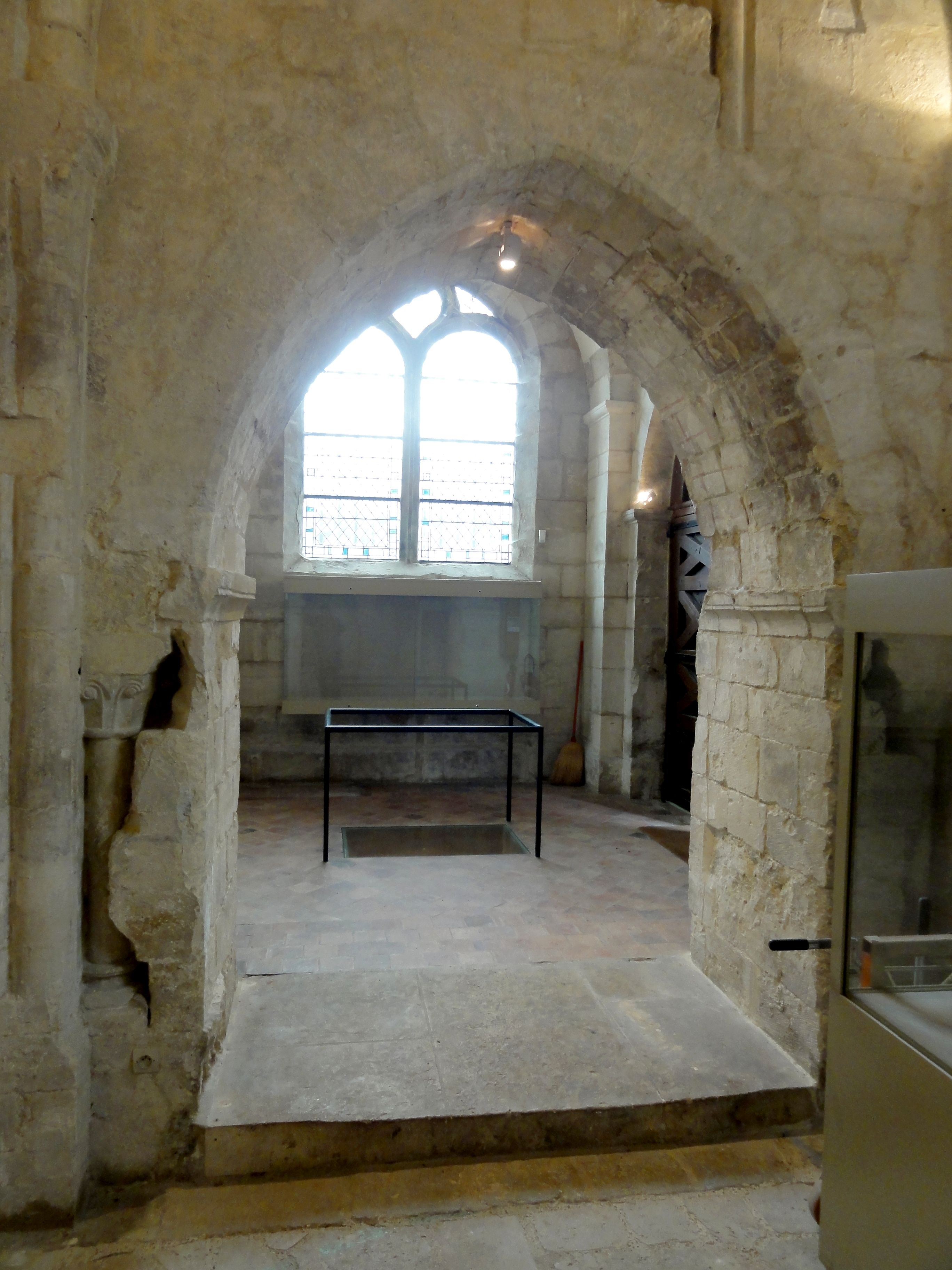
Base du clocher, vue vers le sud dans la chapelle latérale.
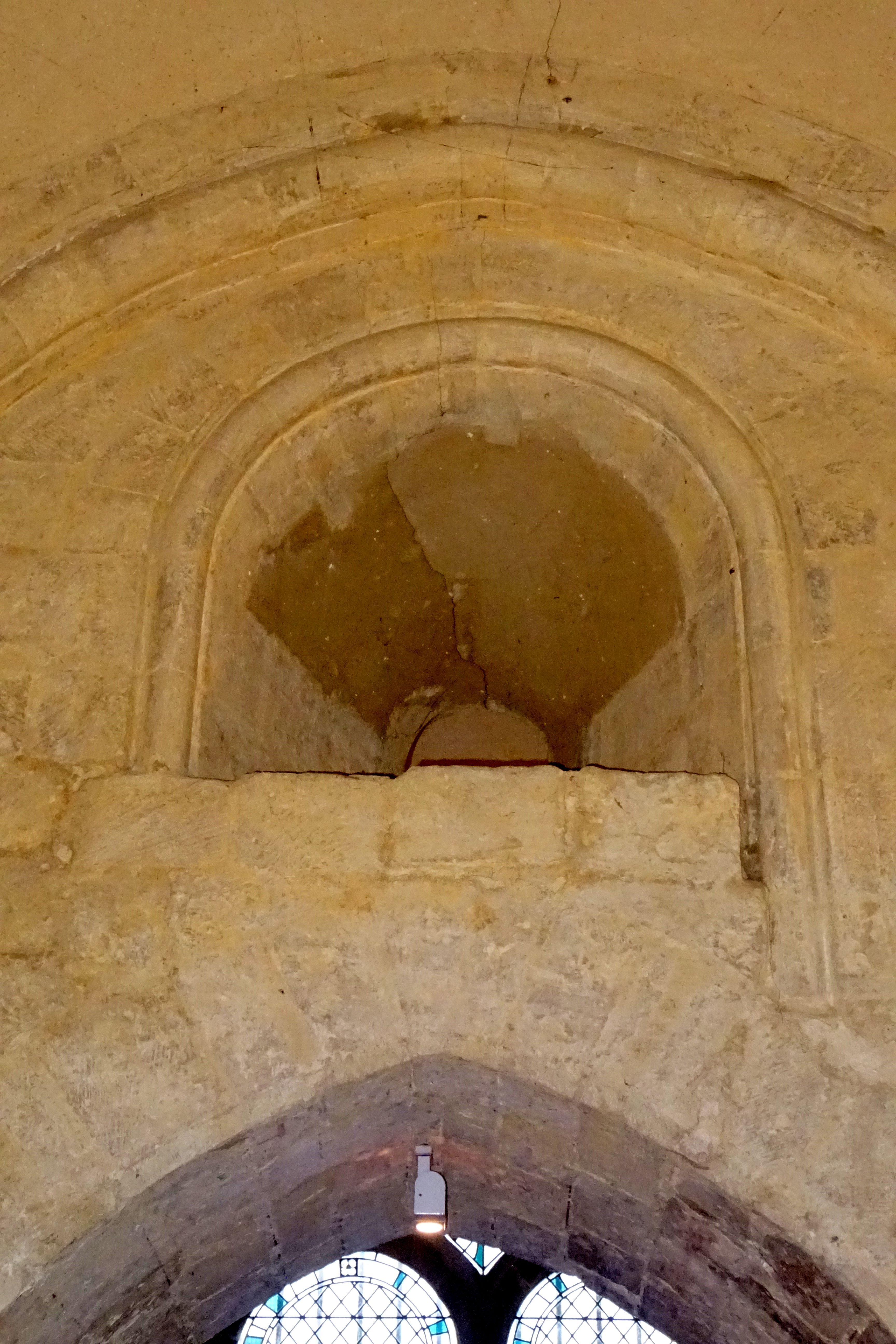
Baie romane (face intérieure) au-dessus de cette arcade.
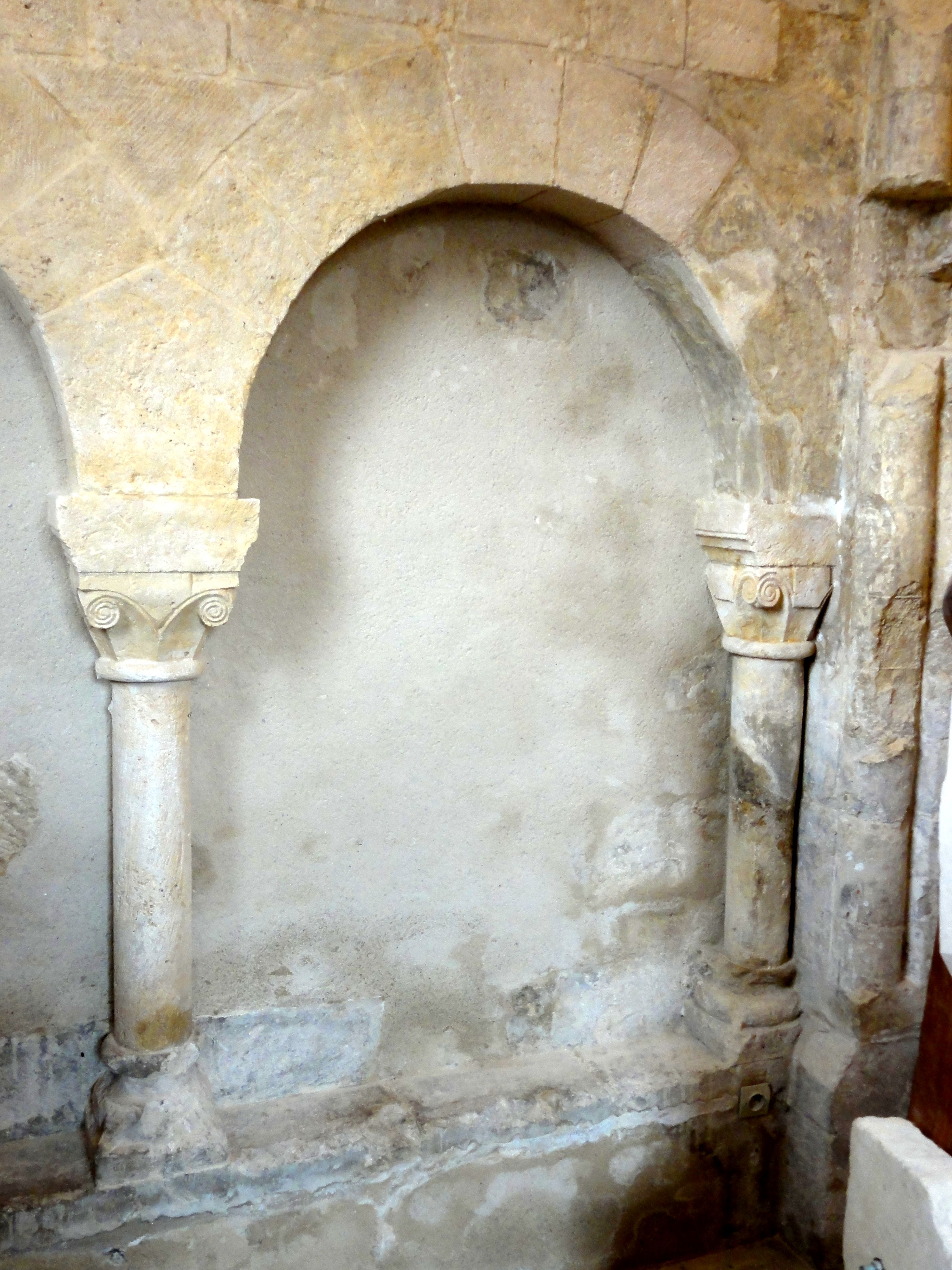
Base du clocher, arcature aveugle au nord.
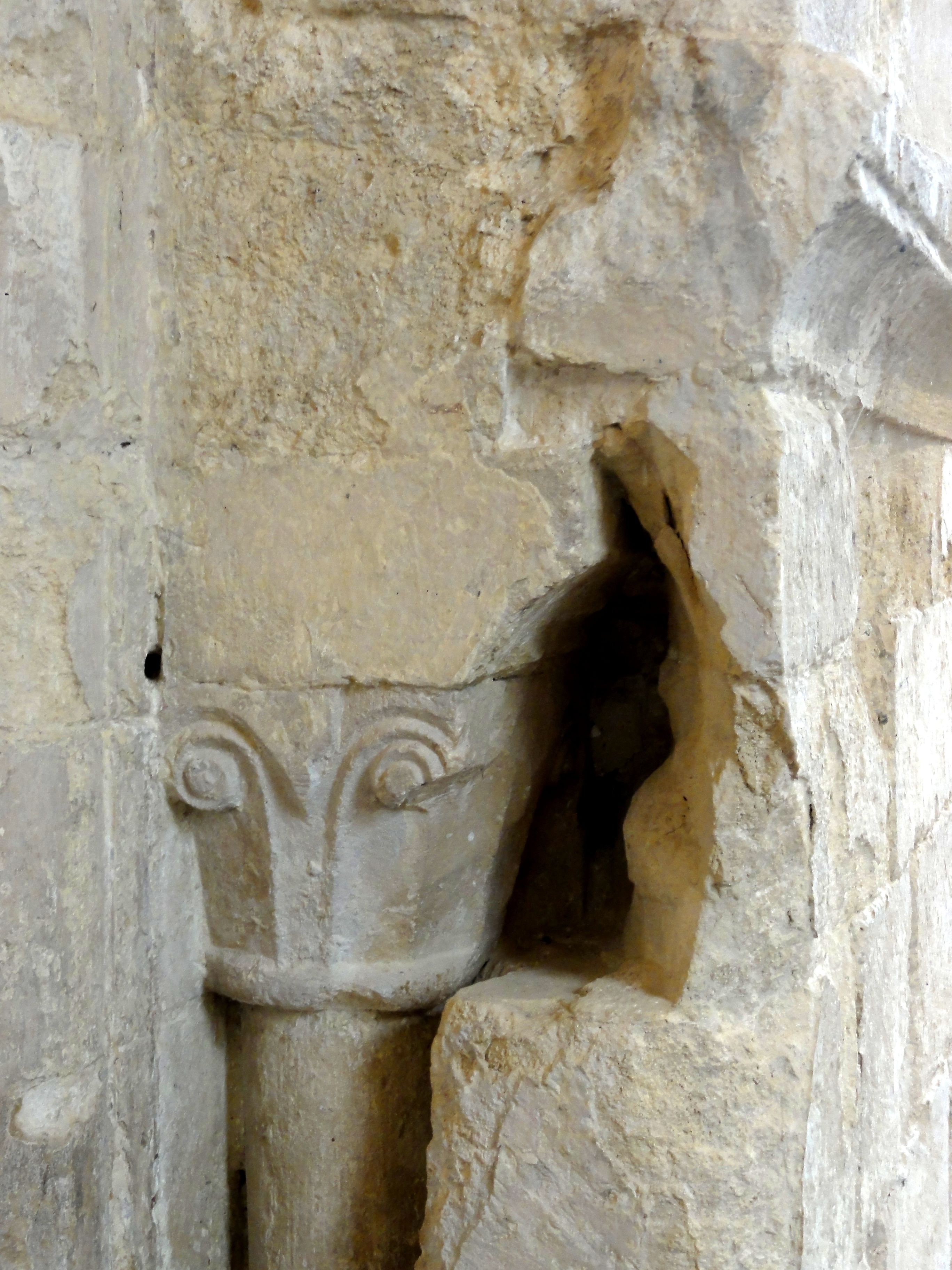
Colonnette subsistant des arcatures aveugles au sud.
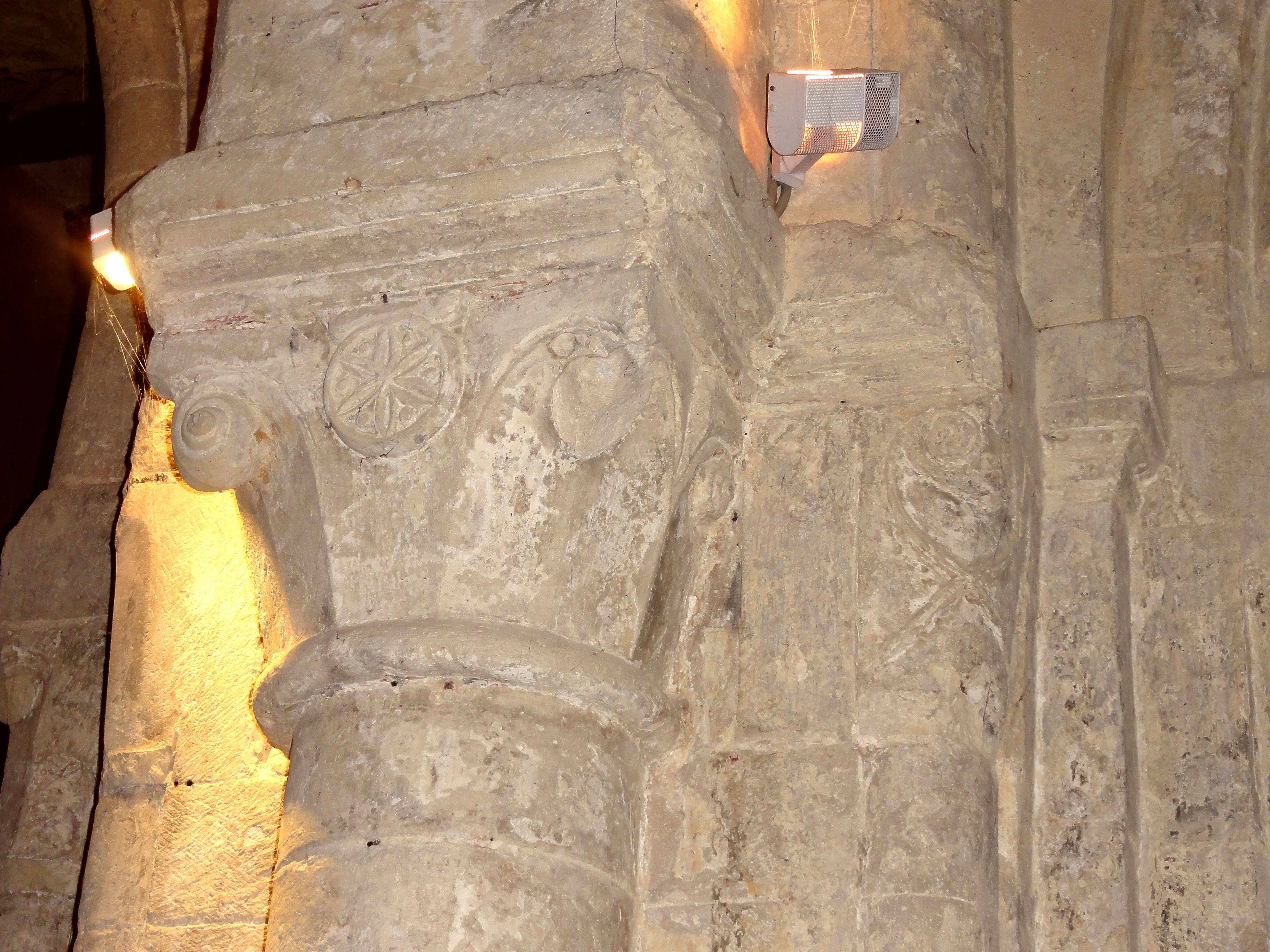
Chapiteaux au sud de l'arc-doubleau intermédiaire.

#### Chœur

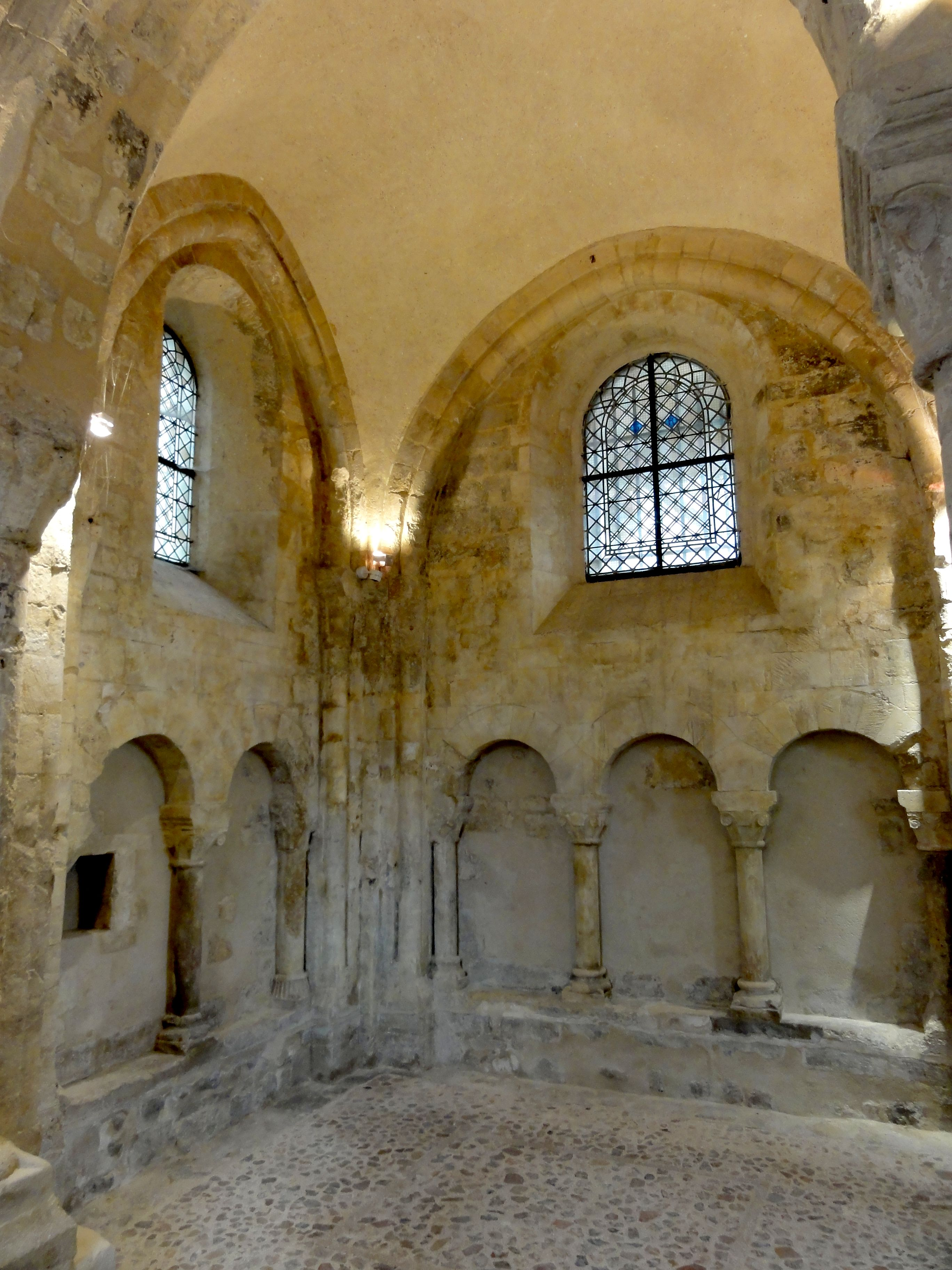
Chœur, vue vers le nord-est.

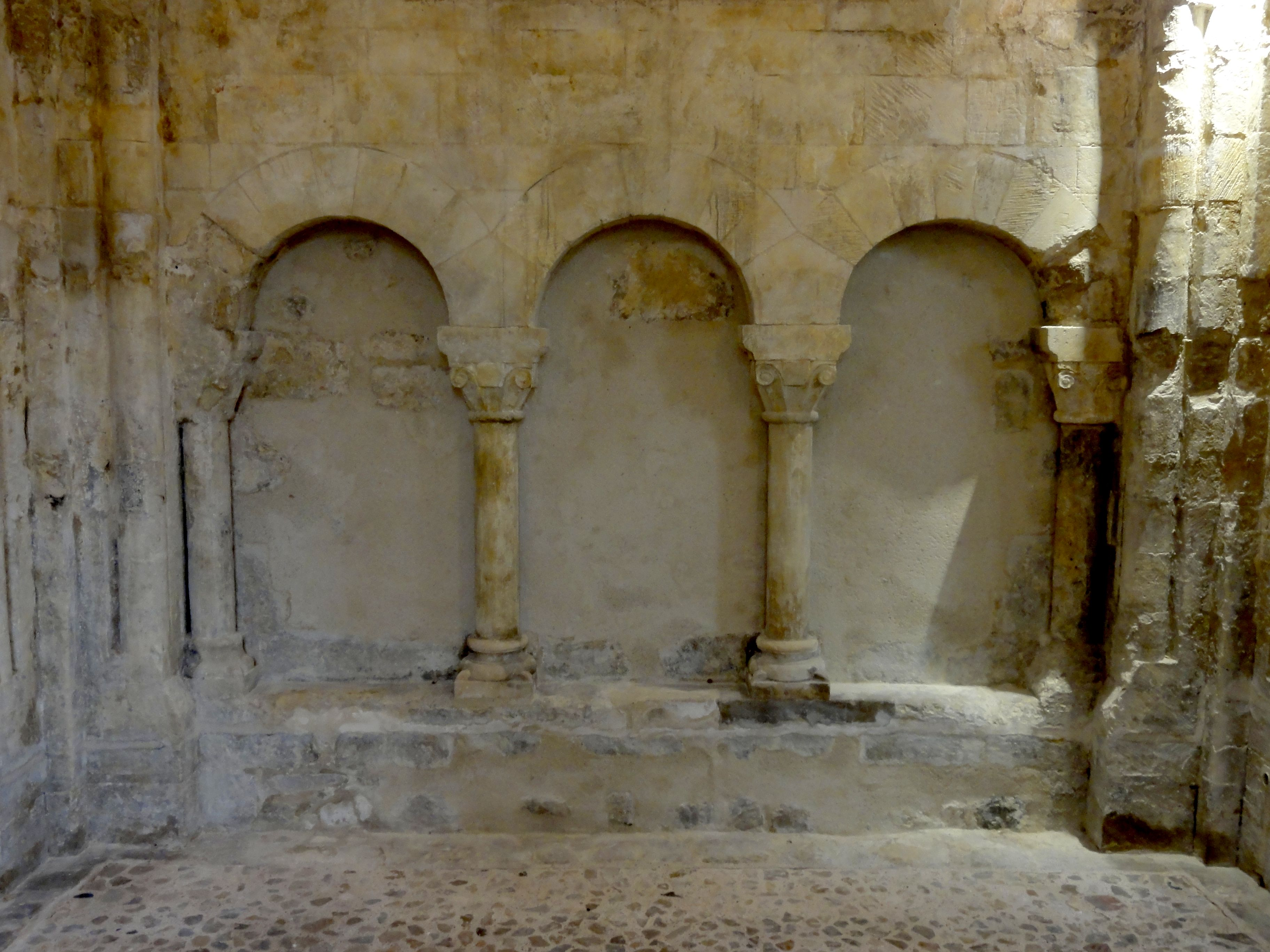
Arcatures aveugles du chevet.

Avec environ 4 m de largeur et 3 m de profondeur, la travée du sanctuaire est encore plus exigüe que la base du clocher, et se termine par un chevet plat. Certaines dispositions sont analogues, dont notamment les formerets et les arcatures plaquées, qui sont au nombre de deux au nord, et au nombre de trois à l'est. Contrairement à la baie nord de la base du clocher, les pourtours des fenêtres ne sont pas (ou plus) entourés de moulures. Pour ce qui est de la plausibilité d'un voûtement d'ogives, l'on ne trouve pas d'éléments nouveaux par rapport à la base du clocher. Au gré des différentes affectations que l'ancienne église a subi entre la Révolution et la fin du XIXe siècle, les chapiteaux ont été en grande partie endommagés. Au sud de l'arc-doubleau s'ouvrant depuis la base du clocher, ils sont assez bien conservés. Un gros chapiteau correspond au rang de claveaux inférieur, et deux chapiteaux plus petits au rang de claveaux supérieur. Les motifs sont simples : feuilles plates recourbées en volutes aux angles, une fleur rosacée à six lobes comme réminiscence des rosettes des chapiteaux corinthiens, des tiges nouées deux par deux. L'arcade plus étroite donnant sur la chapelle latérale sud a été ouverte dans le mur à la période gothique, et l'intrados n'est donc pas mouluré. L'arcade s'ouvre directement en dessous de l'arc formeret ; de l'autre côté, sa limite supérieure est définie par le cordon de fleurs de violette d'une ancienne fenêtre. 
Il convient de regarder de plus près les arcatures aveugles. Elles appartiennent au même type que celles des églises d'Arronville, de Parnes, de Saint-Clair-sur-Epte et d'Us, dont les plus anciennes remontent à la limite XIe / XIIe siècle. Les arcs ne sont pas moulurés. Les tailloirs carrés ne sont moulurés que sur les faces latérales. Les chapiteaux aux volutes d'angles sont d'une facture archaïque et pourvus d'une large astragale torique. Les fûts des colonnettes en délit sont toujours cylindriques et non gravés ou moulurés. Les bases sont flanquées de griffes frustes. Elles se déclinent en deux versions. L'une est dérivée de la base attique et se compose d'un tore, d'une scotie et d'un gros tore aplati ; et l'autre fait appel à un tore et à des cannelures à arêtes vives,.
Ce sont visiblement les arcatures décoratives qui ont motivé la datation pour la limite XIe / XIIe siècle par l'abbé Lebeuf au milieu du XVIIIe siècle, reprise par l'architecte en chef des monuments historiques de la fin du XIXe siècle. Faute d'études archéologiques sur la tour Saint-Rieul, cette datation a toujours été recopiée. Elle n'est pas convaincante pour les autres éléments en élévation : fenêtres relativement grandes pour la période romane, cordons de fleurs de violette, arcades en tiers-point, archivoltes toriques extérieures des fenêtres du rez-de-chaussée et des arcades, présence d'arcs formerets, tailloirs finement moulurés des chapiteaux des arcades ou des formerets, hauteur importante des baies abat-son de l'étage de beffroi roman du clocher (dont l'abbé Lebeuf dit déjà qu'elle est du XIIe siècle). Comme le montre la nef de Saint-Clair-sur-Epte, des fenêtres du même type sont encore couramment utilisées à la période gothique primitive, et les fleurs de violette apparaissent encore sur la façade de Champagne-sur-Oise vers 1235. Les formerets ne se généralisent qu'à partir du milieu du XIIe siècle, mais ne sont pas toujours la règle.
Les chevets plats sont connus dans la région à la période préromane, mais deviennent l'exception dans la région avec l'introduction du voûtement en cul-de-four au dernier quart du XIe siècle au plus tard. Ensuite ils reviennent avec l'apparition du voûtement d'ogives, qui devient relativement fréquent au second quart du XIIe siècle : pendant les premières décennies, l'on ne sait réaliser que des voûtes carrées ou rectangulaires. Les plus anciens chœurs au chevet plat qui subsistent dans les environs sont ceux des églises de Mogneville (vers 1130 / 1140), Noël-Saint-Martin (commune de Villeneuve-sur-Verberie, vers 1140) et Saint-Christophe-en-Halatte (commune de Fleurines, vers 1150). Les chapiteaux et bases des arcatures plaquées peuvent très bien être des réemplois. Par plusieurs caractéristiques, à savoir un chevet plat remontant à la période romane, l'existence de formerets sans certitude sur un éventuel voûtement d'ogives, et une décoration soignée en dépit de l'exigüité du sanctuaire, l'ancienne église Saint-Rieul se distingue d'édifices comparables et représente ainsi un témoin important de l'architecture romane dans la région.

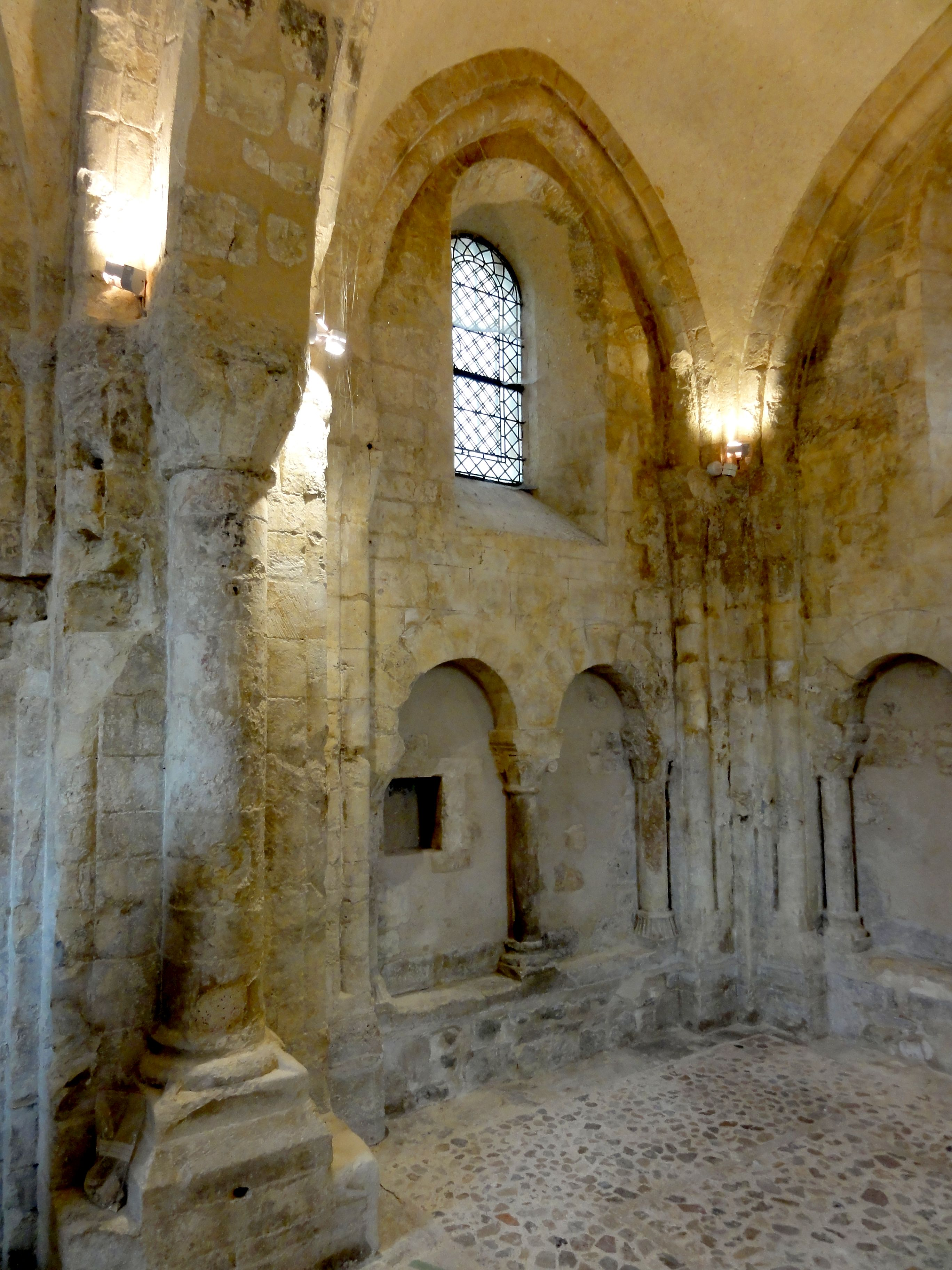
Vue vers le nord-est.
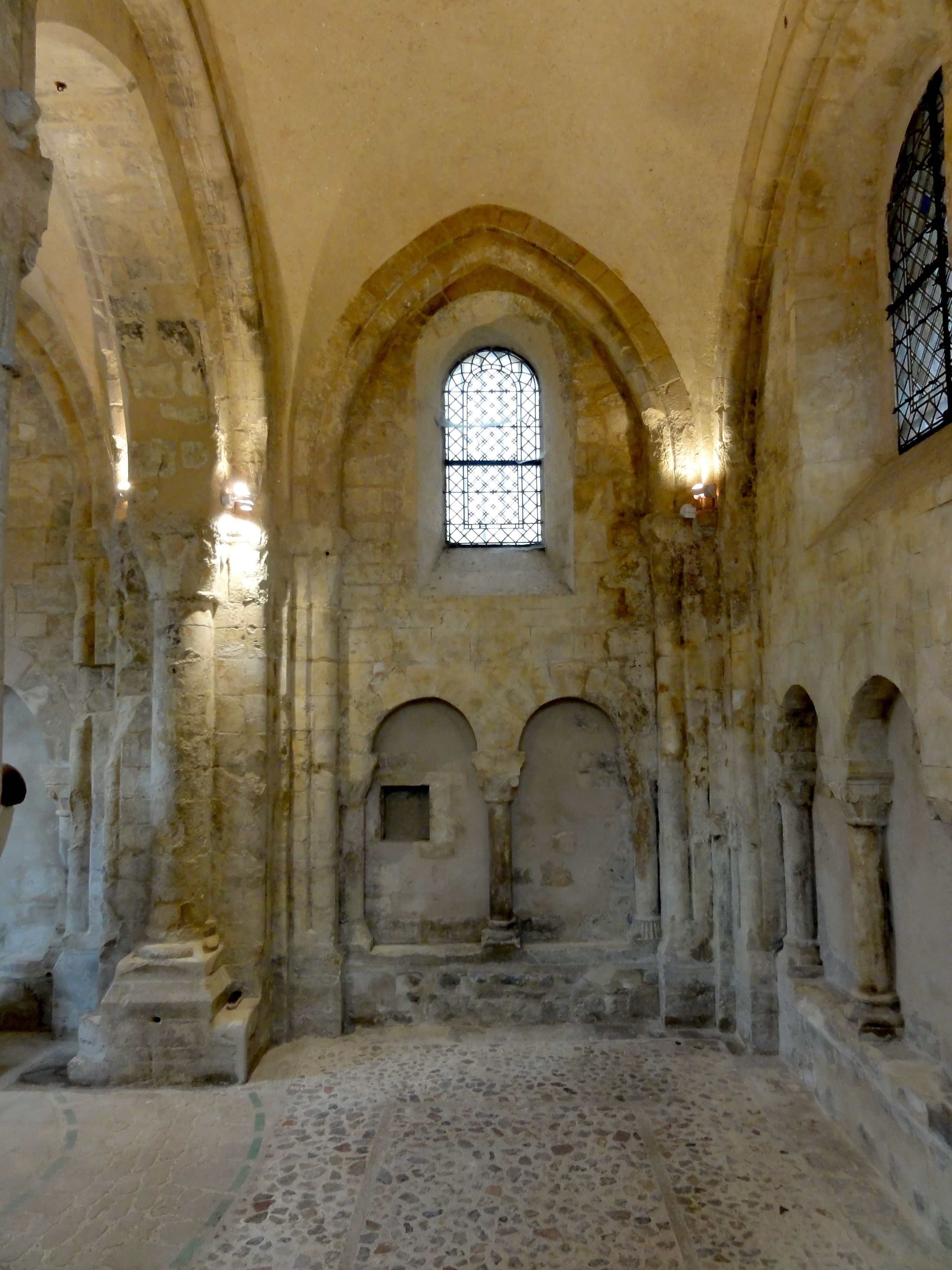
Vue vers le nord.
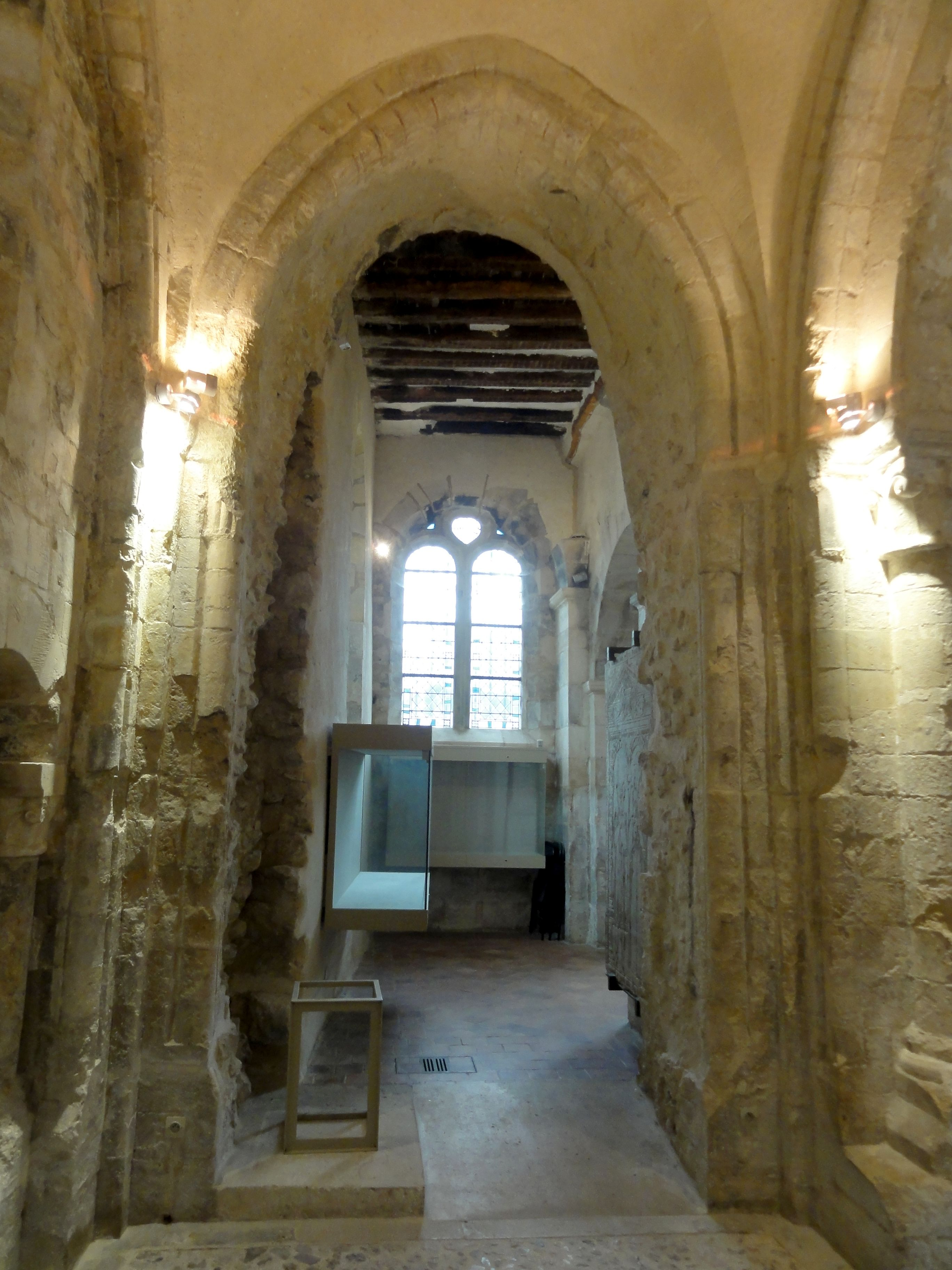
Vue vers le sud.
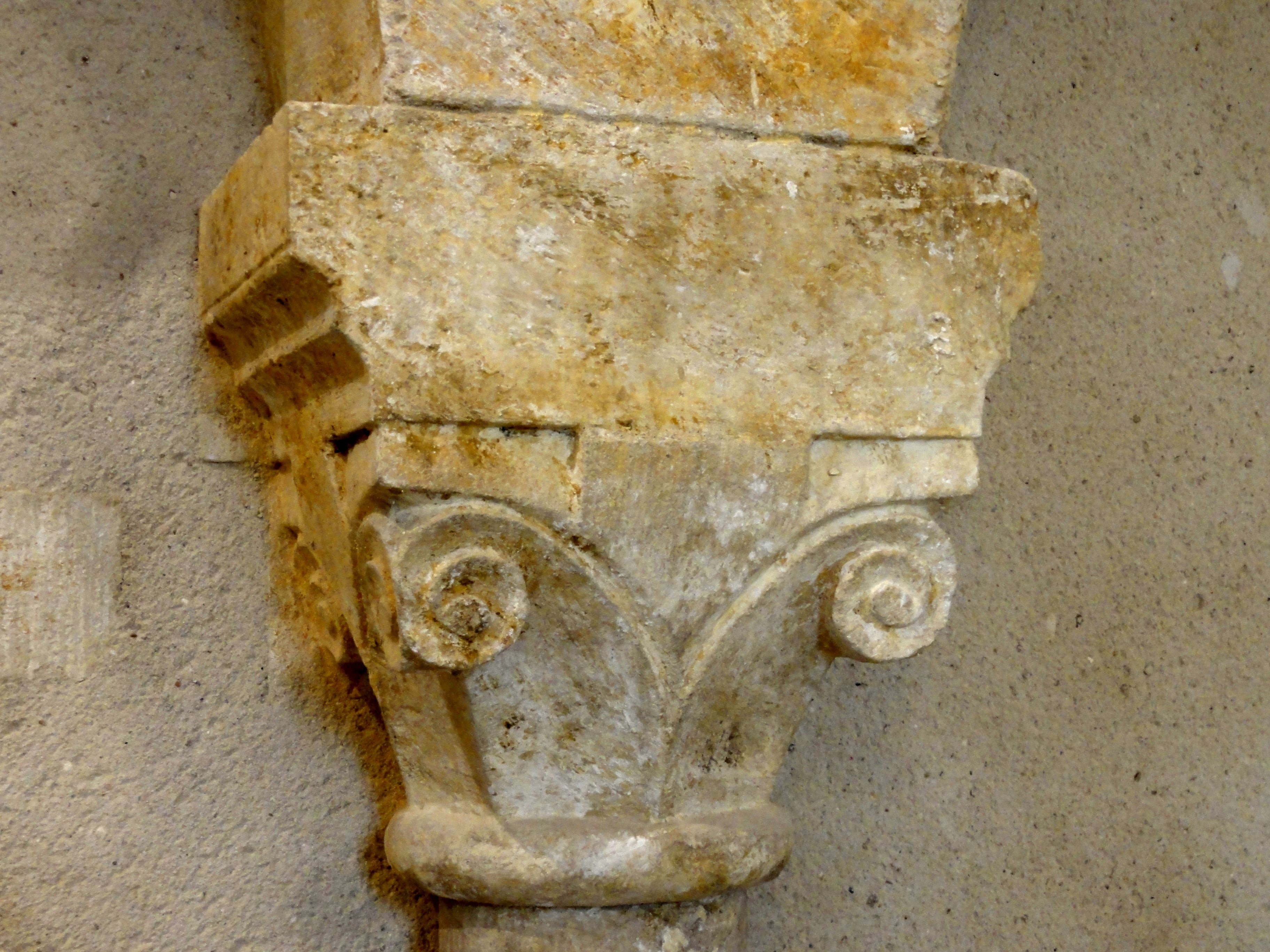
Chapiteau des arcatures aveugles.
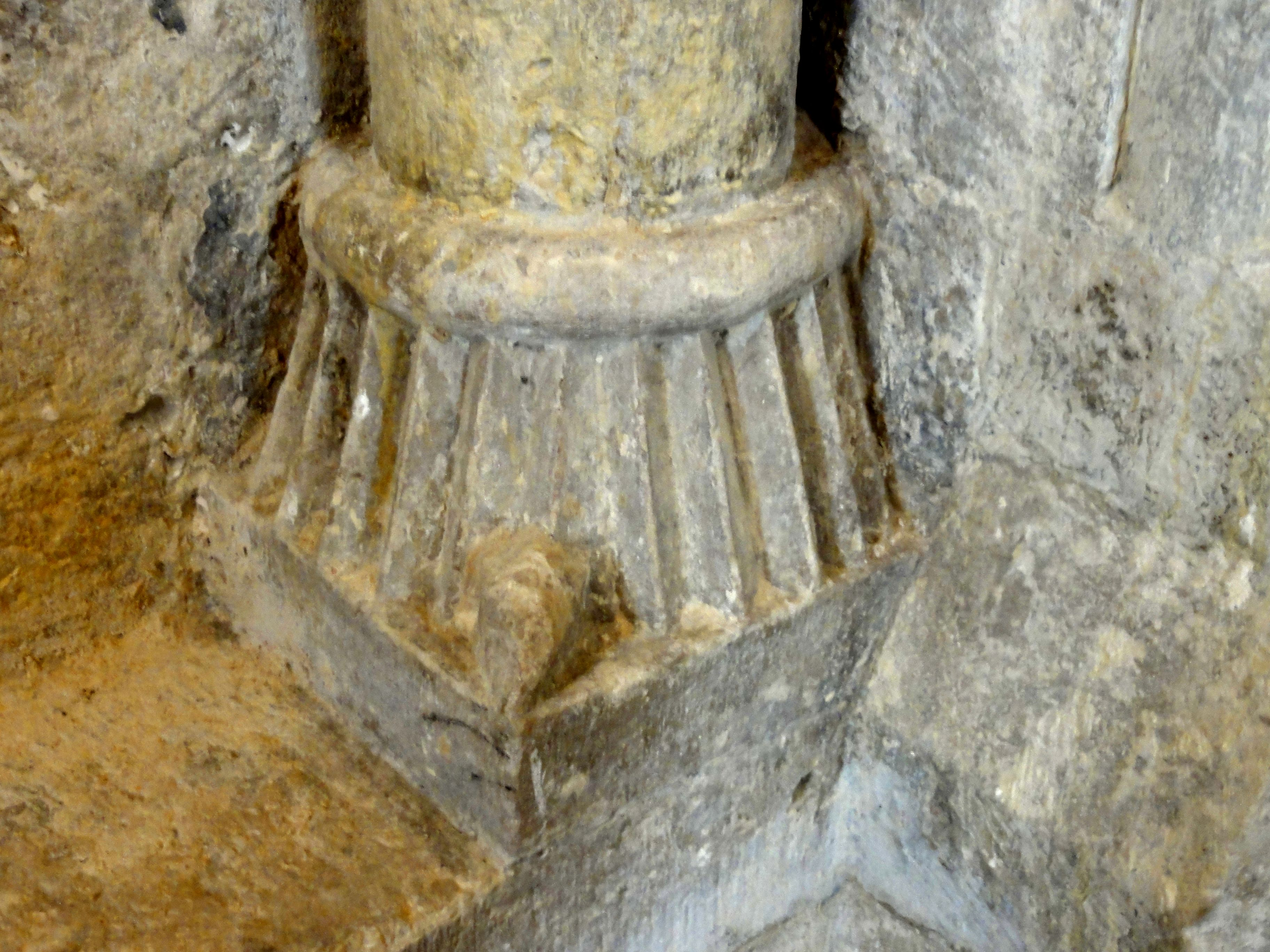
Base cannelée des arcatures aveugles.
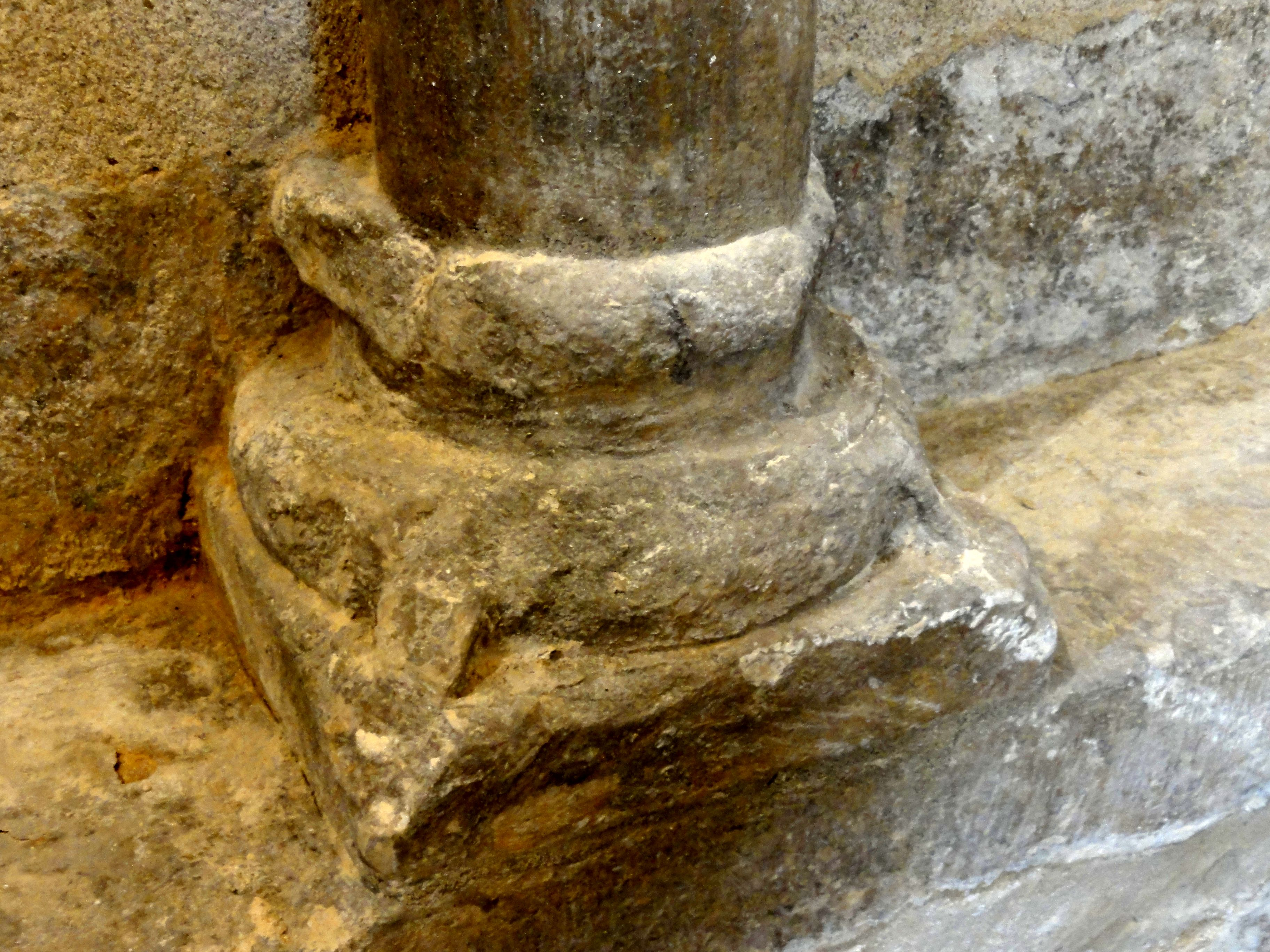
Base attique des arcatures aveugles.